# Diálogos de los muertos

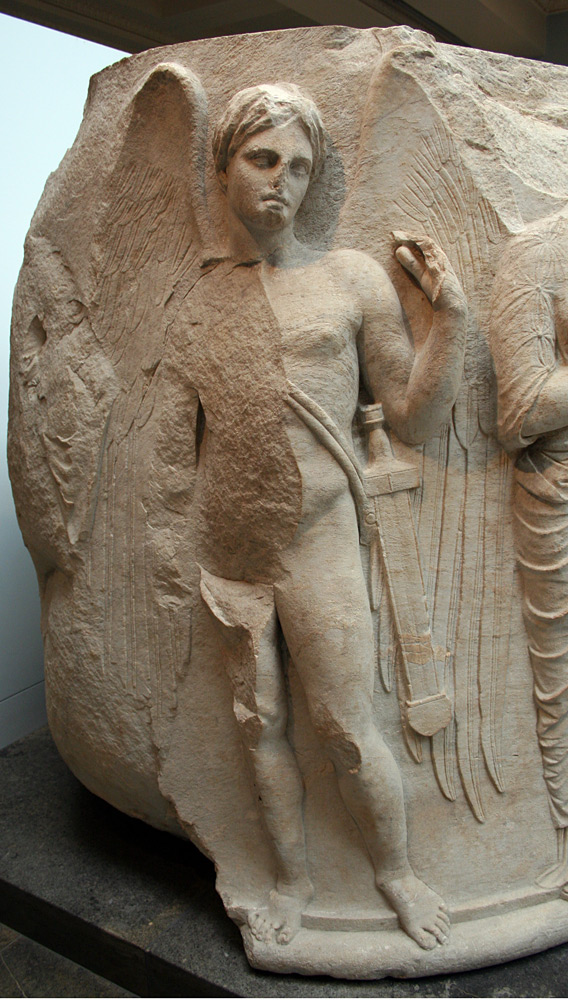
Tánatos, el dios griego de la muerte

Los Diálogos de los muertos (en griego: Νεκρικοί Διάλογοι) son conversaciones entre dioses o figuras de la mitología griega y algunos personajes y héroes reales o ficticios de la Grecia clásica y helenística, incluso algún romano, compuestos en el siglo II d. C., entre los años 166 y 167, por Luciano de Samosata en un griego aticista. Estos diálogos, 30 en total, transcurren en el inframundo pagano griego, el Hades, por lo que la mayoría de los personajes ya han muerto. La colección forma parte de un grupo formado por otros tres diálogos suyos: Diálogos de los dioses, Diálogos marinos y Diálogos de las cortesanas, donde conversan respectivamente los dioses del Olimpo, los dioses y criaturas del mar y las hetairas o meretrices griegas.

## Estructura, temas y estilo
En las epopeyas antiguas, incluidas las griegas, era normal incluir una Nekyia o viaje del héroe al Inframundo. Pero a causa de su descreído nihilismo, Luciano de Samosata, miembro destacado de la Segunda sofística, arremete contra cualquier resto de vanidad y ambición que les quede a los héroes muertos que encuentra en el Averno: las riquezas de Creso o Mausolo, la lujuria de Sardanápalo, la belleza de Helena de Troya o de Nireo, las adulaciones de falsos amantes, amigos o siervos, la jactancia vana de los filósofos, embaucadores o impostores; solo se libran los jocundos filósofos del Cinismo Diógenes o Menipo de Gadara, mendicantes y viajeros como él mismo.

A los ricos dales de mi parte el siguiente recado: "¿Por qué guardáis, necios, el oro? A cuenta de qué os torturáis calculando los intereses y apilando talentos si al cabo de poco tiempo tendréis que venir aquí con el óbolo mondo y lirondo?" Ah, diles también a los guapos y a los macizos, a Megilo el corintio y Damoxeno el luchador que entre nosotros no hay rubia cabellera ni ojos claros u oscuros, ni tez sonrosada del rostro, ni músculos tensos ni espaldas fornidas, sino que aquí tanto es para nosotros, como dice el proverbio, polvo y solo polvo, calaveras despojadas de belleza [...] Y a los pobres, laconio (que son numerosos y están agobiados con su situación lamentando su pobreza) diles que no lloren ni se aflijan luego de explicarles la igualdad que hay aquí. Y diles que van a ver que los ricos de allí no son mejores que ellos

Cada diálogo cuenta con dos o más interlocutores, por lo general un dios y un mortal, y se suele debatir sobre el destino que cayó sobre el hombre castigado al Hades. En otros, sin embargo, se hace referencia a determinadas situaciones que han permitido el encuentro entre la divinidad y el mortal. Se exhibe en todos ellos un estilo coloquial muy fluido y una gran capacidad para involucrar e interesar al lector, catapultándolo a un universo totalmente diferente al religioso y a los mitos que hasta ese momento se conocían, porque se adopta una perspectiva irónica, humorística y desmitificadora presidida por la ironía; con todo, el fin de esta obra es moral y ataca, por ejemplo, a los vanidosos, a los hipócritas y a los jóvenes que desean o causan la muerte de sus padres para heredar. Luciano intenta resaltar las opiniones y sentimientos de los condenados, creando una especie de secuela de cada mito en la posvida.
El estilo adoptado por Luciano es particularmente sencillo y directo, capaz de suscitar hilaridad y asombro frente a las historias y puntos de vista de los personajes; pero existen también momentos de seria reflexión, que no llegan a alterar el carácter fundamentalmente cómico y teatral de los treinta diálogos. Según Susana Hörl, Luciano limpió al diálogo de su habitual sequedad y creó un género nuevo caracterizado por un enfoque humorístico y la mezcla (contaminatio y transposición) de diálogo y comedia. Aproximó este género a la realidad y para ello empleó recursos de humor situacional, parodia y humor verbal. Mostró originalidad (asunto novedoso), respeto por las fuentes (plurivalencia del discurso), pero también creatividad y armonía o coherencia interna.

## Contenido

### Diálogo I: Diógenes y Pólux

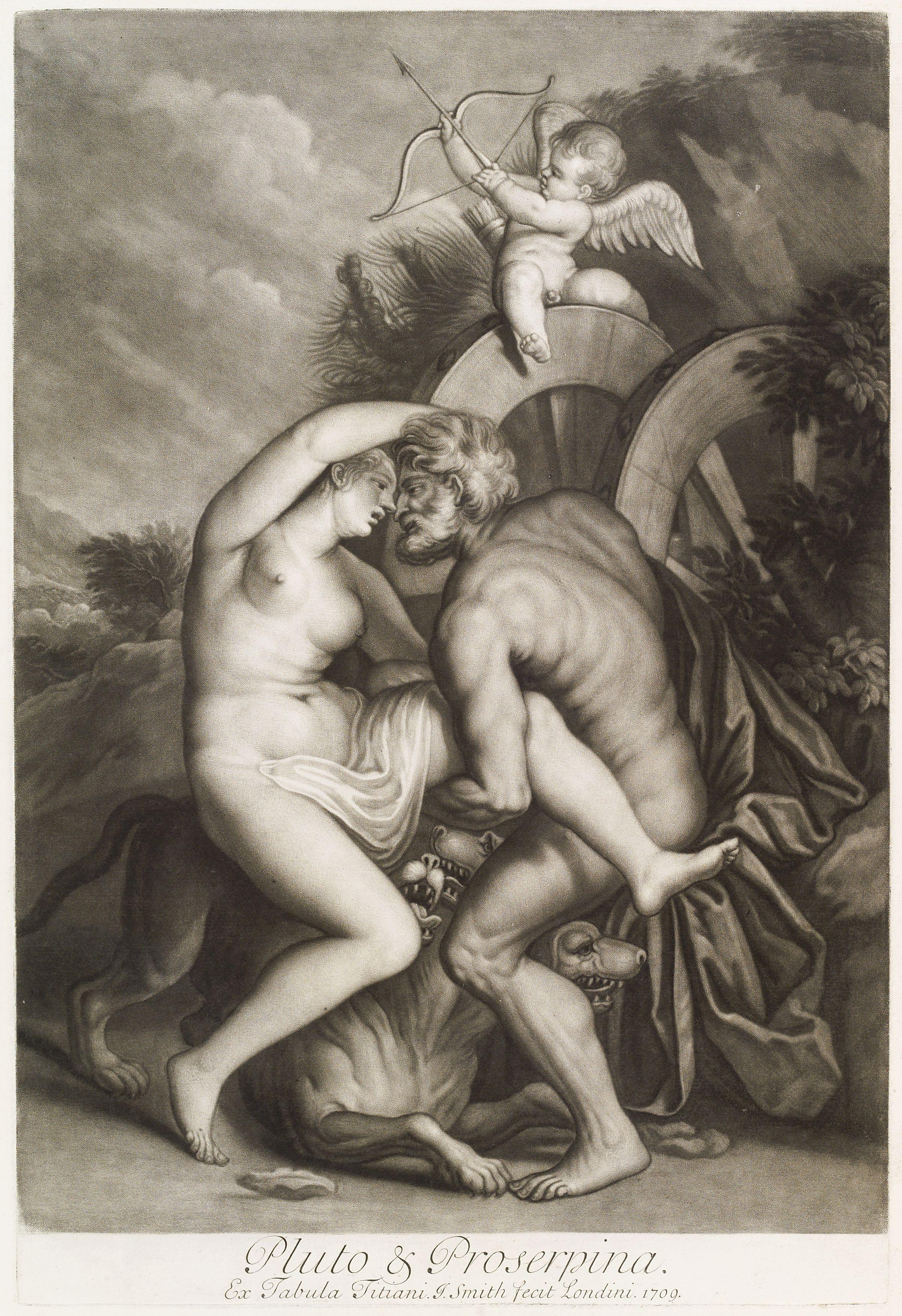
Plutone e Proserpina, grabado de John Smith

Dos difuntos, el filósofo cínico Diógenes y Pólux, uno de los gemelos Dióscuros, conversan en los Infiernos. Diógenes le ordena a Pólux que vuelva por poco tiempo a Grecia y lleve parábolas y consejos a una lista de personajes. El primero es Menipo de Gadara, un pensador que se pregunta qué pasará después de la muerte; Pólux le dirá que solo lo superfluo será abolido en el Hades, pero que el intelecto no se perderá y, sobre todo, que casi todas las teorías de los filósofos sobre la materia infinita estarán equivocadas, aunque Pólux no es un filósofo. El segundo, Megilos de Corinto, uno de los hombres más bellos y ricos, que se exaltó y celebró como un dios. Pólux, amonestándolo, le dirá que en el Infierno la belleza casi femenina y la abundancia de dinero no servirán de nada, pues todas las almas perderán ambas cosas al no estar más vivas y así sus bienes terrenales quedarán apegados a las cosas de la vida. Al final, según el discurso de Diógenes, la muerte parecerá bella solo para pobres, enfermos y desafortunados, ya que ellos no perderán nada en su transmigración al Inframundo al no haber poseído nunca nada ni siquiera en vida; es más, se divertirán con los lloros y lamentos de las almas de los ricos que lo han perdido todo, ya que en el Infierno reina la ley de la eterna igualdad entre los espíritus.

### Diálogo II: Plutón, Menipo, Midas, Sardanápalo y Creso
El fallecido Menipo de Gadara nunca deja de fustigar las debilidades de los demás incluso en el Hades. De hecho, comienza a burlarse de las desgracias de las almas que no han podido llevarse sus ganancias o que han estado orgullosas en vida. Entre estos están el rey Midas: el soberano que le pidió al sátiro Sileno el poder de convertir todo lo que tocaba en oro, terminando arrepintiéndose por la comida que no podía comer, y más tarde Sardanápalo y Creso con las mujeres del primero y la codicia del segundo. Como Menipo no se detuvo, las almas convocan un consejo con Hades, hermano de Zeus y gobernante del inframundo. Incluso Plutón, mostrando una leve compasión por primera vez, ordena a Menipo que deje esas almas a sus penas; sin embargo, se mantiene inflexible alegando que era consciente de tener que morir, aunque era muy rico. En cambio, las otras almas pensaron solo en pasar los últimos momentos en la codicia y la lujuria desenfrenada, y ahora encuentran dolor y desolación en la cueva oscura.

### Diálogo III: Menipo, Anfíloco y Trofonio
La entrevista todavía tiene a Menipo como protagonista. Se vuelve hacia Trofonio y Anfíloco quienes, después de su muerte, fueron honrados durante mucho tiempo como dioses en Beocia. Menipo ahora encuentra la oportunidad de declararlos públicamente como impostores, incluso si los dos se declaran inocentes de los honores que atribuyen al mundo de los vivos. De hecho, ambos eran estafadores que pretendían ser grandes héroes autores de grandes hazañas. Sin embargo, ahora, como dice Menipo, en el lugar donde se encuentran no son más que muertos y, por tanto, sin ningún punto de apoyo donde salvarse de la verdad. Trofonio intenta limpiarse afirmando ser el cruce entre un dios y un mortal, pero Menipo se ríe de él, reiterando nuevamente que ya no es nada, aunque en la Tierra fue recordado y venerado, ya que los mortales conocen su falsa identidad.

### Diálogo IV: Caronte y Hermes

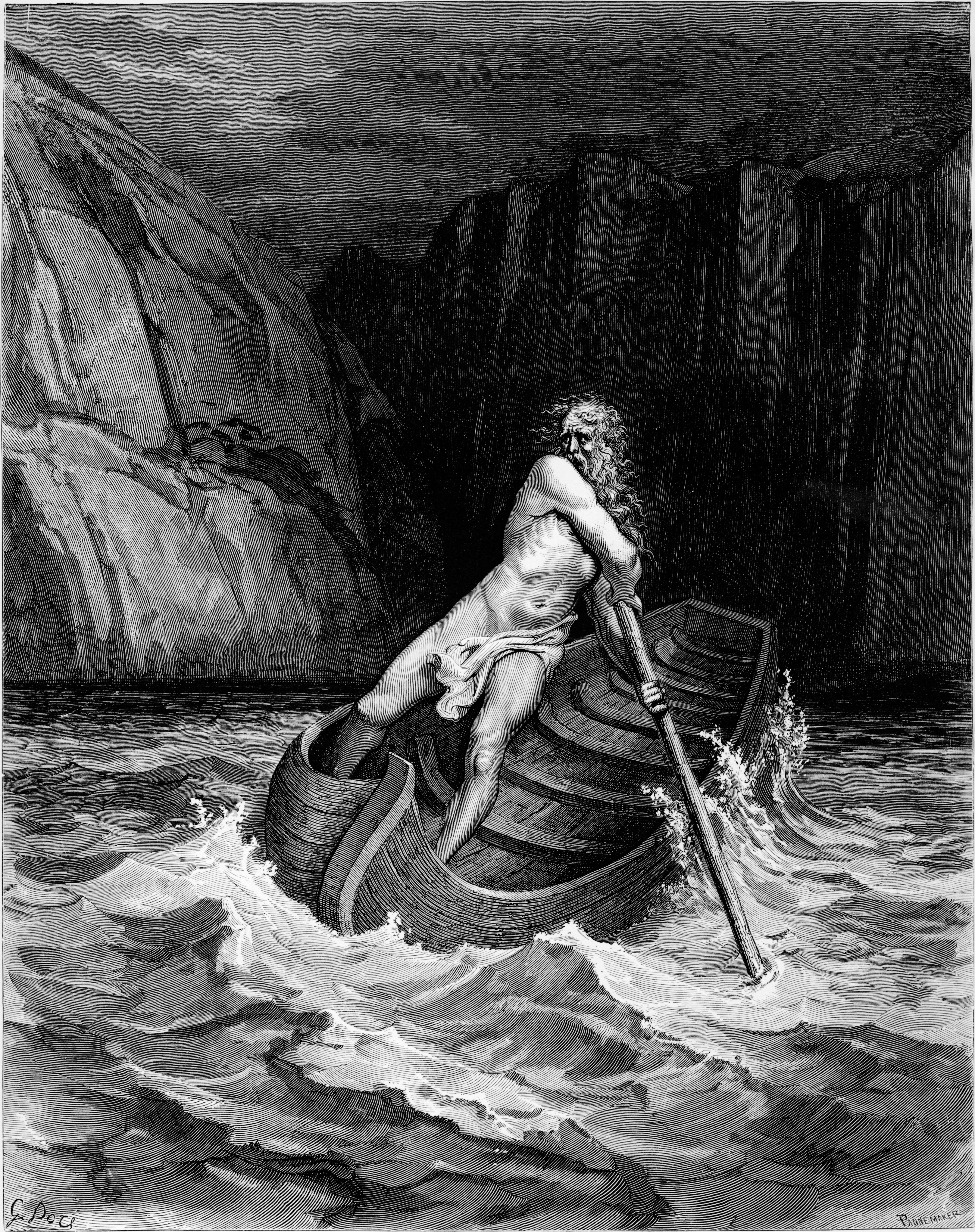
Caronte en un grabado de Gustave Doré para la Divina comedia de Dante Alighieri.

Caronte, barquero del infierno, y el dios mensajero Hermes, dios de los cambios, se encuentran a las puertas del Hades para discutir cuánto dinero ha recaudado el barquero para reparar la barca. Caronte espera a que mueran muchas personas (en la antigua Grecia existía la costumbre de poner dos monedas de oro (dracmas) en los bolsillos del muerto o en los ojos para pagar el pasaje por la laguna Estigia hasta el verdadero Averno).
Entonces Caronte garantiza a Jacinto el pago solo cuando muchas personas hubieran muerto debido a una plaga o una masacre y luego recuerda con el dios los buenos tiempos en los que llegaron las almas de héroes, grandes soberanos y famosos guerreros corpulentos y valientes. De hecho, Hermes se queja mucho de que ahora solo llegan espíritus de personas afeminadas que piensan solo en la ganancia o la belleza eterna sin percatarse del familiar que conspiró para matarlos u otros casos similares.

### Diálogo V: Hades y Hermes
El dios Hades convoca a Hermes y le ordena que no vaya a Eucrates de Sición para anunciarle la inminente llegada de su fin, ya que tenía más de noventa años. De hecho, siendo muy rico, poseía una gran cantidad de enemigos que se hacían pasar por sus amigos sin que él lo supiera y deseaban aprovechar su muerte para derrochar todas sus riquezas. Hermes comienza a encenderse con deseos de venganza y le promete a Plutón que matará a todos los enemigos, incluidos sus hijos pequeños, de Eucrates, y le anunciará la eterna juventud en lugar de la muerte.

### Diálogo VI: Tersión y Hades
El joven Tersión está enojado con el dios Hades porque lo hizo morir a una edad temprana, dejando a su padre Tucrito muchos años de existencia sin preocupaciones. Sin embargo, Plutón reitera que esto se debió al cruel deseo de Tersión de que muriese su padre para apoderarse de sus posesiones. Y el dios de los muertos ni siquiera se deja engañar por una oración del difunto que exalta a la juventud y predica que antes que los muchachos deben morir los viejos y no al revés. Como no tiene más alternativas, Tersión se postra ante Hades, confiándole que además de él había un segundo enemigo de Tucrito, muy viejo, que quería hacerse con sus bienes. Hades le promete al joven fallecido que será redimido matando a ese hombre.

### Diálogo VII: Zenofante y Calidemidas
Este es uno de los diálogos más particulares de la colección porque mezcla los temas de la tragedia y la comedia en una sola historia. Los jóvenes amigos Zenofante y Callidemides se encuentran muertos en el inframundo y cada uno pregunta por la causa de muerte del otro. El primero murió de su glotonería, ahogado por no haberse desprendido de un gran saco de oro en el mar. Y cuando Zenofante le pregunta su historia a su amigo Calidemides, este cuenta que había planeado envenenar a su rico padre, que le había adoptado, como era costumbre en cualquier otro lugar (por ejemplo en las dinastías romanas de los Severos o los Flavios, que reconocían como hijos adoptados a sus sucesores). Deseaba ardientemente poseer todas sus riquezas de una vez, por lo que ordenó a un simple copero que preparara dos copas de vino y pusiera en una de ellas el veneno. Sin embargo, el sirviente tonto cambió sin querer las copas, Calidemides bebió la ponzoña y cayó de súbito al Hades. Al final del cuento, Zenofante estalla de risa y alaba mucho la acción involuntaria del sirviente.

### Diálogo VIII: Cnemone y Damnipo
El joven Cnemone se encuentra sollozando en el Inframundo y Damnipo, su amigo, le pregunta por qué. Durante su vida fue amigo del noble y rico caballero Hermolao y un día los dos acordaron redactar un testamento dividiendo sus bienes entre sí: Hermolao tendría la riqueza de Cnemone y viceversa. Sin embargo, poco después de firmar Cnemone murió de un accidente y ahora se encuentra llorando en el Averno, mientras que Hermolao se lo ha robado todo.

### Diálogo IX: Similo y Polístrato

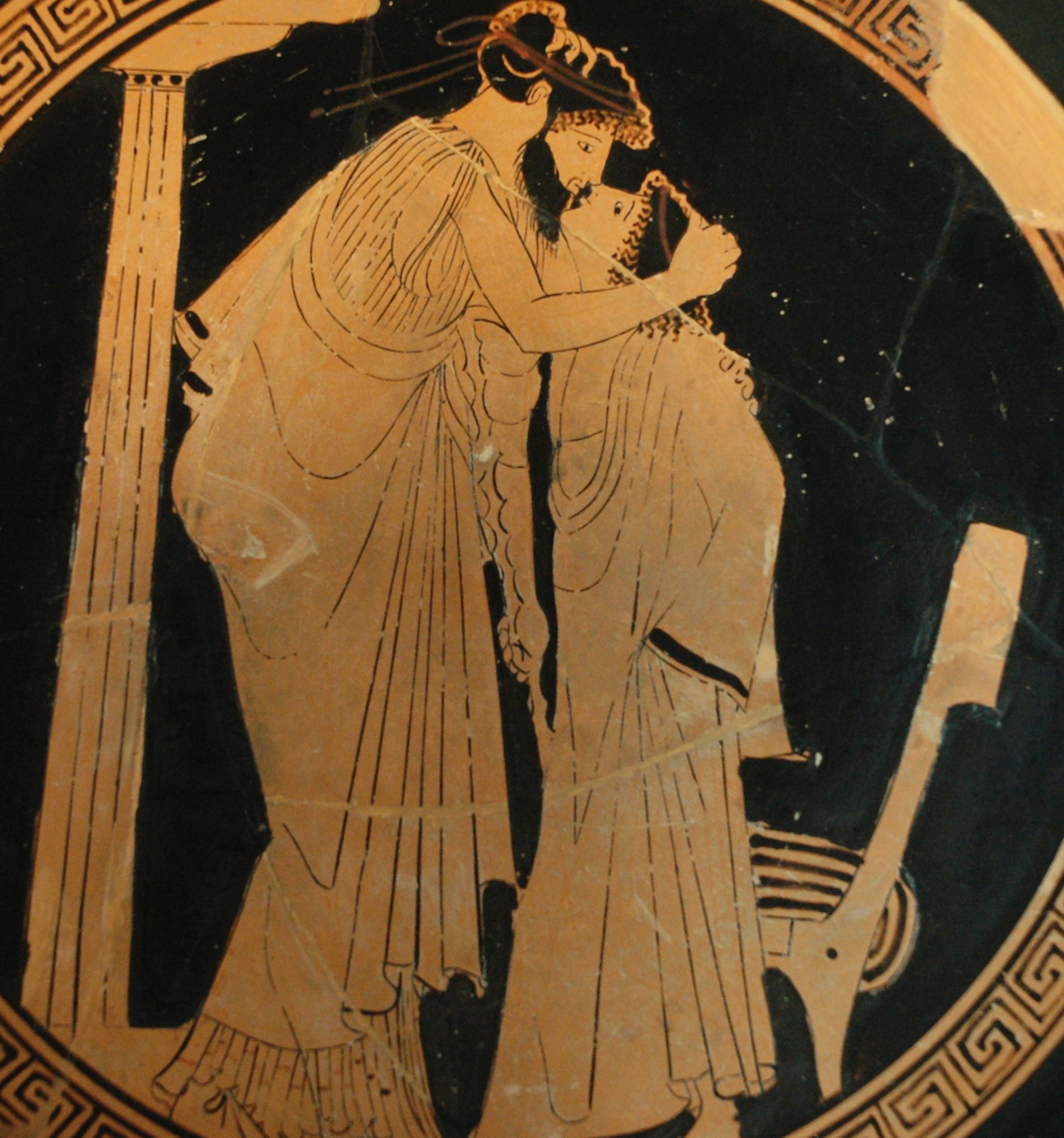
Un hombre adulto besa a un efebo en un vaso griego conservado en el museo del Louvre

Dos amigos tardíos se cuentan sus historias durante su vida terrenal. Polístrato vivió durante casi cien años, sucediendo a Similo, de setenta años, y vivió los últimos treinta en gran compañía y felicidad. De hecho, poseía una rica dote y muchas chicas jóvenes y hermosas vinieron de toda Grecia y de otros lugares con la esperanza de terminar en la lista de sus herederas. Aunque feo y viejo se sentía atraído por los chicos veinteañeros, con los que pasaba horas felices entre el amor y la conversación, y lo mismo pasaba con las chicas. Sin embargo, Polístrato le revela a su amigo que eran estafadores que se le vendían en cuerpo y alma para apoderarse de sus posesiones tras su muerte. Y le cuenta además de un colega de un joven de Frigia que estaba enamorado de él no por dinero, sino por carácter y benevolencia. Los dos se amaban mucho y por eso, antes de su muerte, Polistrato le dejó toda su herencia.

### Diálogo X: Caronte, Hermes y varios muertos

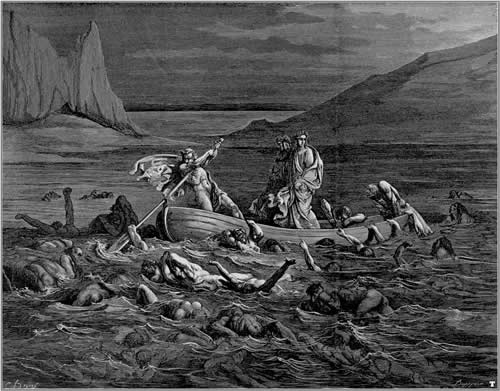
Dante y Virgilio atraviesan la laguna Estigia en la barca de Caronte, grabado de Gustave Doré para la Divina comedia

Durante una de las muchas situaciones en las que Caronte (mitología)|Caronte tiene que transportar con su barca las almas de los muertos a través del Aqueronte, un gran grupo de condenados se le aparece al anciano. Entre ellos se encuentra el conocido Menipo de Gadara. Caronte, al ver que su barco no puede resistir el peso de tanta gente y que de seguro se habría volcado (lo que nunca había sucedido hasta entonces), pide ayuda al buen dios de los cambios y los viajes Hermes. De hecho, ordena a los muertos que se despojen de todas sus posesiones y se suban al barco; y Menipo les ayudará en el proceso, pues no tiene nada, y el humor de que hace gala les es útil para la travesía.
El diálogo destaca la actitud apegada a la vida y sus bienes de cada una de las almas que van llegando; narran brevemente sus oficios y sus cualidades, porque Hermes y Menipo los despojarán de estas mismas cualidades, de modo que solo las cosas ligeras quedan para el Inframundo. Así, las almas no solo se verán despojadas de sus vestidos y riquezas, trofeos y otros premios, sino hasta de la misma mención y recuerdo de esas cosas. Un filósofo por ejemplo se desprende de su barba y de sus cualidades de pensador, estafador y charlatán; un atleta de sus músculos y títulos, un efebo gigoló de su belleza, un soldado de sus armas, porque el inframundo está en paz. Hades, procediendo en la empresa, en cierto punto invocará a su padre Zeus para que le dé fuerza para continuar, siendo juzgado y al mismo tiempo contra las expectativas de las almas que creen que están llevando todos sus bienes terrenales al reino de otro mundo.

### Diálogo XI: Diógenes y Crates
Los dos muertos empiezan a hablar del destino de sus familiares Mirico y Aristea, ambos comerciantes. De hecho, ellos teniendo mucho dinero, se intercambiaron caricias para hacerse con la herencia del primero que moriría. Incluso los dioses apostaron por quién caería primero, mientras seguían acumulando dinero para enriquecer aún más su dote, hasta un trágico acontecimiento inesperado. Ambos primos murieron el mismo día, por lo que las ganancias pasaron a dos delincuentes que fallecieron poco después durante un viaje a Sición. Al comentar este incidente, Crates le declara a su amigo que no tuvo que lamentar mucho durante el fallecimiento, ya que, a diferencia de las riquezas de los muertos, solo poseía sabiduría. Diógenes le dice entre risas que la inteligencia no es un gran regalo porque siempre debe cultivarse, de lo contrario, se echaría a perder.

### Diálogo XII: Alejandro, Aníbal, Minos y Escipión
Los tres líderes nobles y generales Alejandro Magno, Aníbal Barca y Escipión el Africano se encuentran en presencia de Minos, conocido rey de la isla de Creta y uno de los tres jueces del inframundo (los otros son Éaco y Radamanto). Minos por orden del Hades debe juzgar los pecados de los muertos y establecer su castigo sobre la base de las faltas cometidas. Aníbal y Alejandro compiten en rango y fama incluso cuando están muertos y Minos detiene su pelea, pues es él quien decidirá quién era el líder más grande solo después de escuchar sus hazañas.
Comienza Aníbal: vivió en el siglo III a. C. y fue gobernante de África y de su capital Cartago. Realizó grandes hazañas como la sumisión junto a su padre Amílcar y su hermano Asdrúbal de los celtíberos y los gálatas, y solo fue derrotado en la segunda guerra púnica contra Roma, liderada por Escipión. Habían pasado unos treinta años desde que Roma ya no se enfrentaba a los cartagineses y la nueva guerra a la que se preparaba para afrontar sería muy terrible y peor que la primera. Cruzó los Alpes con el ejército y derrotó al ejército de Roma en varias batallas, incluida la del lago Trasimeno y Cannas en 216 a. C. Expulsados de España y luego nuevamente en Italia, los romanos gracias a Escipión comienzan a retroceder para derrotar al enemigo en varias batallas hasta que batalla final de Zama en 202 a. C., donde el ejército de Aníbal fue completamente aniquilado. Aníbal aprovecha además para insultar a Alejandro, considerado por él como un vástago que ha tenido el camino del éxito desde que era joven al ser hijo del soberano Filipo el Macedonio.
También Aníbal, enemigo declarado de las civilizaciones griega y romana, admite que no concibe algunas costumbres de Alejandro como leer la Ilíada de Homero o rezar a los dioses para que le concedan la victoria en la batalla contra Persia y Darío III. De hecho, en el diálogo según Aníbal, un líder tenía que ser orgulloso pero no demasiado pomposo y lleno de honores para parecerse a un dios; y ser astuto y feroz, apelando solo a su intelecto y virtud.

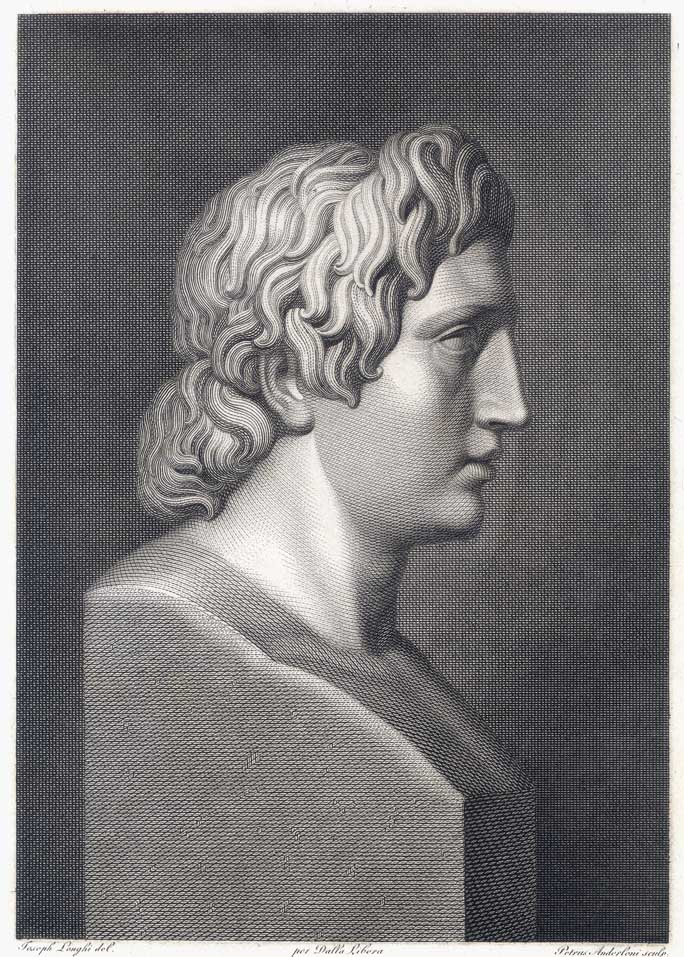
Busto de Alejandro Magno (356-323 a. C.)

En este punto, Minos le permite hablar a Alejandro. Primero, encontró un reino destrozado tras la repentina muerte de su padre, víctima de una conspiración. De hecho, Filipo murió a manos de su amante, el guerrero llamado Pausanias, luego Alejandro, quien se convirtió en soberano, se vio obligado a sofocar la rebelión de Tebas, ciudad griega siempre declarada enemiga del gobierno macedonio. Arrasó la ciudad hasta los cimientos a excepción de la casa del poeta fallecido Píndaro, un hombre que siempre fue amado por Alejandro junto con toda la literatura griega, el joven rey partió hacia Asia con un solo propósito: liberarla de la presencia de Persia. Además de esto, Alejandro sintió el profundo deseo de dar a conocer la cultura de su país de Grecia a todo el mundo, y para ello el soberano Darío tuvo que ser derrotado. Las memorables batallas de Alejandro Magno contra Darío III fueron tres: la primera se libró en el río Granico, la segunda en Issus y la tercera en la colonia de Gaugamela. Darío fue derrotado aunque tenía un ejército impresionante y muy superior al del enemigo, también fue traicionado por sus asesores que lo mataron mientras se preparaba para regresar a Babilonia. Alejandro hizo algo que ningún monarca se hubiera imaginado jamás hacer, persiguió, encontró y mató a todos los conspiradores y enterró al rey, aunque poco después destruyó uno de sus palacios.
Obtuvo el dominio supremo y mandó en toda Asia desde la ciudad de Babilonia; continuó persiguiendo su sueño de conquistador y colonizador fundando varias ciudades a las que dio el nombre de "Alejandría" (incluida la de Egipto) hasta las fronteras de India. Allí, debido a la extrema distancia de su tierra natal, la baja moral de los hombres y sobre todo debido a las malas condiciones climáticas y la hostilidad de los pueblos que el hombre occidental no conocía, Alejandro se vio obligado a regresar a Babilonia. Pero la retirada fue dura a través del desierto y finalmente Alejandro, posiblemente envenenado, murió a los treinta y dos años en el 323 a. C.
Después de contar su historia, el gobernante macedonio les declara tanto a Minos como a Aníbal que no es su culpa que en la Tierra fuera considerado el mejor de los gobernantes y retratado como un dios; sin embargo, se siente feliz y satisfecho de haber presentado su proyecto para unir a todos. los dominios del mundo entonces conocido en una sola unidad donde el poder tiránico no era soberano sino el espíritu abierto y culto del hombre. Además, el final de Alejandro insulta a Aníbal al compararlo con un hombre crudo y cruel que solo piensa en el poder y en conquistar pueblos, especialmente apuntando a su destrucción física y moral, como trató de hacer con Roma.
Finalmente, un tercer personaje también llega a escena: Escipión el Africano, que derrotó a Aníbal en la guerra cartaginesa contra Roma. Dado que mostró una gran humanitas hacia los extranjeros, incluidos los cartagineses, en vida, y también fundó el Círculo de los Escipiones en Italia, un lugar destinado al diálogo y al encuentro con los poetas y escritores más famosos de la época para promover la cultura en la provincia, Minos finalmente decide su veredicto. Alejandro será el primero entre los líderes más famosos del mundo hasta entonces, Escipión el segundo y Aníbal último, pero no el último.

### Diálogo XIII: Alejandro y Diógenes

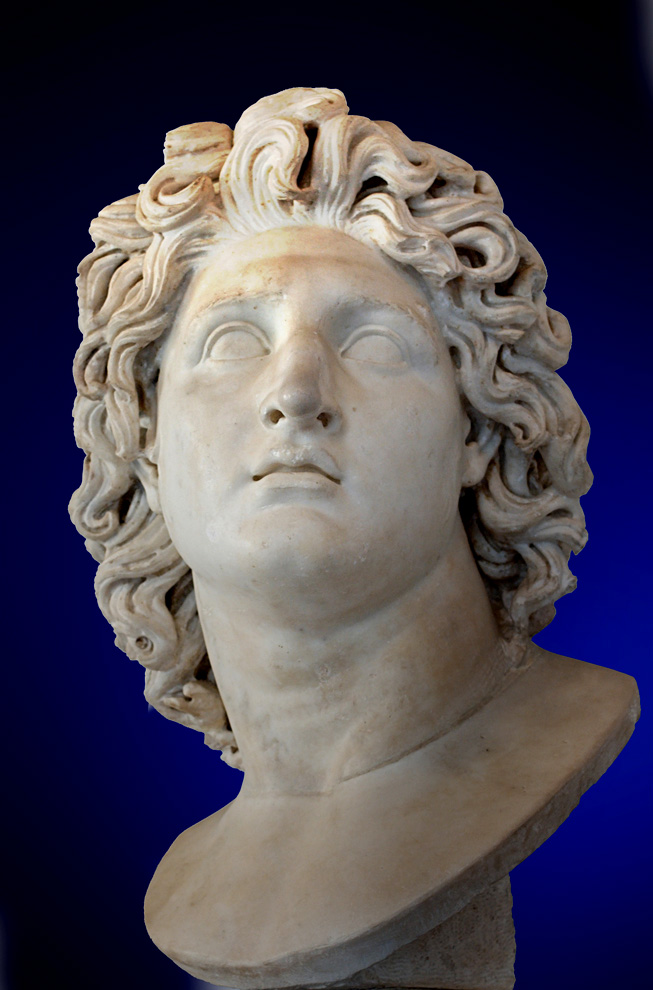
Alejandro el Grande representado como el dios Helios, personificación de Apolo como el Sol.

Alejandro, que se encuentra recientemente en el Inframundo, conoce al filósofo cínico Diógenes de Sínope. Ya había habido un encuentro previo entre los dos cuando ambos estaban vivos: Alejandro, de paso por el desierto, se detuvo a ver al filósofo que prácticamente vivía de los ingresos, pero siempre manteniendo un aspecto orgulloso. Cuando Alejandro le preguntó qué necesitaba, al ver que se le aparecía como un mendigo, Diógenes respondió si el rey podía alejarse, ya que lo estaba siguiendo y quería ser iluminado por la luz de la sabiduría.
Ahora en el Inframundo, Diógenes, feliz de volver a ver a ese joven, le pregunta por qué murió, ya que muchos oráculos, como el de Amón en el oasis egipcio de Siwa, habían predicho que él era el verdadero hijo de Zeus que descendió a Tierra. Y más allá de eso estaban los rumores sobre la madre Olimpia de Epiro que se habría unido con una serpiente (en realidad Dioniso) y que presidía ritos satánicos nocturnos en un bosque. Alejandro luego concluye que todo esto era claramente falso, ya que siempre fue un mortal y que murió de enfermedad (o envenenamiento). Continuando hablando, Diógenes pregunta qué pasó con el cuerpo del joven gobernante y Alejandro responde que inicialmente  Pérdicas, después de haber recibido de él el mando del imperio de Asia, lo llevó junto con  Ptolomeo  a Babilonia, pero que posteriormente el cadáver sería llevado a Egipto para ser embalsamado y luego momificado como faraón. Cuando Diógenes le pregunta si recordaba de vez en cuando todas sus conquistas y todos sus momentos más bellos de la vida, Alejandro se echa a llorar, maldiciendo también las enseñanzas de Aristóteles que le había dado de niño, ya que el filósofo solo pretendía hacer valer el talento literario de Alejandro. hacia fuera, reteniéndolo en sus ambiciosos proyectos de conquista.
A medida que el joven parece cada vez más molesto, Diógenes le aconseja que vaya al río Leteo y beba el agua que tenía el poder de hacer que las almas olviden todos los recuerdos de su vida mortal. El filósofo insta a Alejandro a que se apresure también porque pasaban las almas de Parmenión y Clito el Negro, ambos líderes y amigos del rey macedonio que, sin embargo, fueron sospechosos de traición por él mismo y obligados a matar.

### Diálogo XIV: Alejandro el Grande y Filipo II

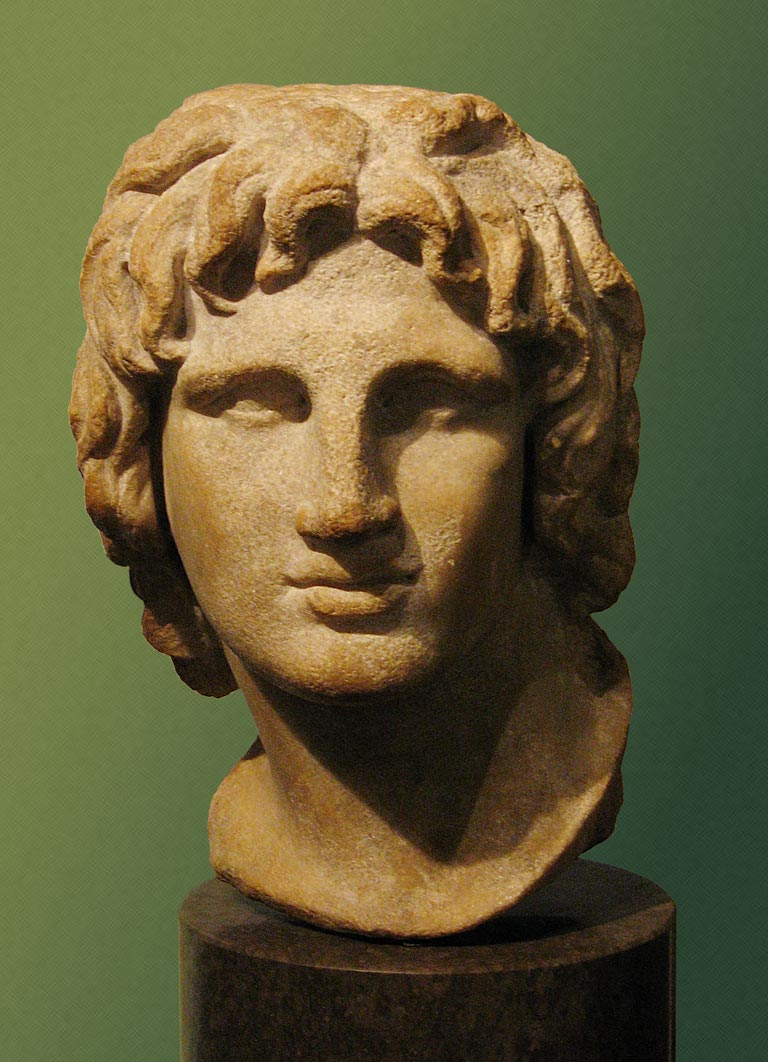
Cabeza de Alejandro (British Museum)

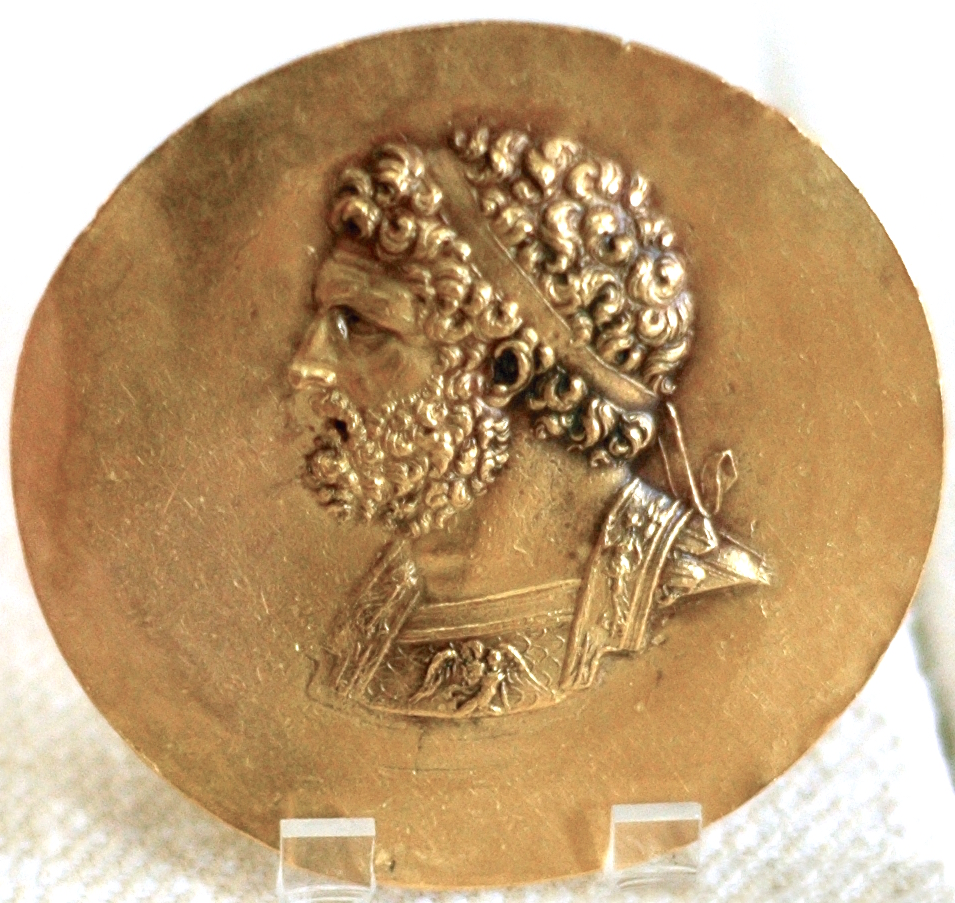
Anverso de moneda con la efigie de Filipo II de Macedonia

Alejandro el Grande y su padre Filipo II de Macedonia se encuentran hablando después de sus conversaciones con Diógenes. Aquí también Filipo aprovecha para enmendar a su hijo por haber cometido un error en su vida al ser pintado y aparecer en público como un Inmortal, ya que era su hijo y no lo que el oráculo de Zeus Amón había predicho, que eran tonterías para aterrorizar sus enemigos. Además, Filipo reprocha a su hijo no haberse comportado en las batallas como él, que siempre estuvo empeñado en afirmarse y enfrentarse a pueblos ignorantes y feroces. En cambio, para Filipo Alejandro prefirió luchar junto a hombres que eran un poco más talentosos en poesía que en el uso de la espada y que, sobre todo, ganaron fácilmente Persia porque esta estaba corrompido desde dentro por el poder y la lujuria. De hecho, como recuerda Filipo, los grandes reyes persas como Darío I y su hijo Jerjes ya fueron derrotados cien años antes, primero en Maratón (490 a. C.) y luego en Salamina (480 a. C.).
Sin embargo, en este punto Alejandro pierde la paciencia también porque Filipo le acusa de haber sostenido un morboso, sucio y oscuro afecto por su camarada Hefestión; alejandro responde que sufrió mucho más en sus campañas militares contra Escitia y contra India, y que sobre todo él, a diferencia de su rudo padre, no compraba las victorias corrompiendo al enemigo y respetaba los derechos de los derrotados, como por caso la esposa de Darío III, a la que no mató cuando hizo su entrada triunfal en Babilonia. Pero Filipo aprovecha otra oportunidad para advertir a su hijo recordándole el asesinato de Clito el Negro, un talentoso general griego era muy leal a Filipo y tras su muerte en 336 a. C. a su sucesor. De hecho, durante un banquete vespertino en un pueblo de la India, Alejandro se había excedido en la bebida y estaba haciendo el ridículo junto a sus compañeros y heraldos indígenas ofendiendo las costumbres de Grecia y haciéndose enloquecer. Clito inicialmente ofendió a los indios y luego a Alejandro, quien había intervenido en su defensa, diciéndole que era solo un hombre ambicioso y que había olvidado por completo su tierra natal y sus deberes como líder; además, Clito declaró que le iría mejor trabajando para Filipo y alabó sus hazañas. En este punto, Alejandro se enojó y lo atravesó con su lanza.
Sin embargo, Alejandro, ahora puesto en dificultades por la severidad de su padre, todavía responde hablando de su empresa contra el pueblo indio de los Oxidraques, recordando su sangrienta batalla. Entonces Filipo se burla al cabo de él diciéndole que un dios, o al menos un hombre que se cree que es como Alejandro hijo y protegido de Ammón, ciertamente no habría permitido que lo hirieran con lanzas y flechas durante una pelea; y que, además, sus amigos no se lo habrían llevado inmediatamente en caso de lesión, mientras que poco antes había estado dirigiendo a los suyos durante un asedio. Alejandro intenta recordar otro asedio: el del Aorno que también tuvo lugar en la India cerca del monte Cáucaso, donde Prometeo fue encadenado por Zeus, y declara que solo el poderoso Heracles y el dios Dioniso borracho eran capaces de escalar tales montañas. Pero ahora Filipo sentencia a Alejandro diciéndole que ya no hay nada más que hacer y es inútil llorar por la leche derramada; hay que dejar de lado las opiniones de los mortales sobre él, porque Alejandro está ahora muerto y estará muerto para siempre.

### Diálogo XV: Aquiles y Antíloco

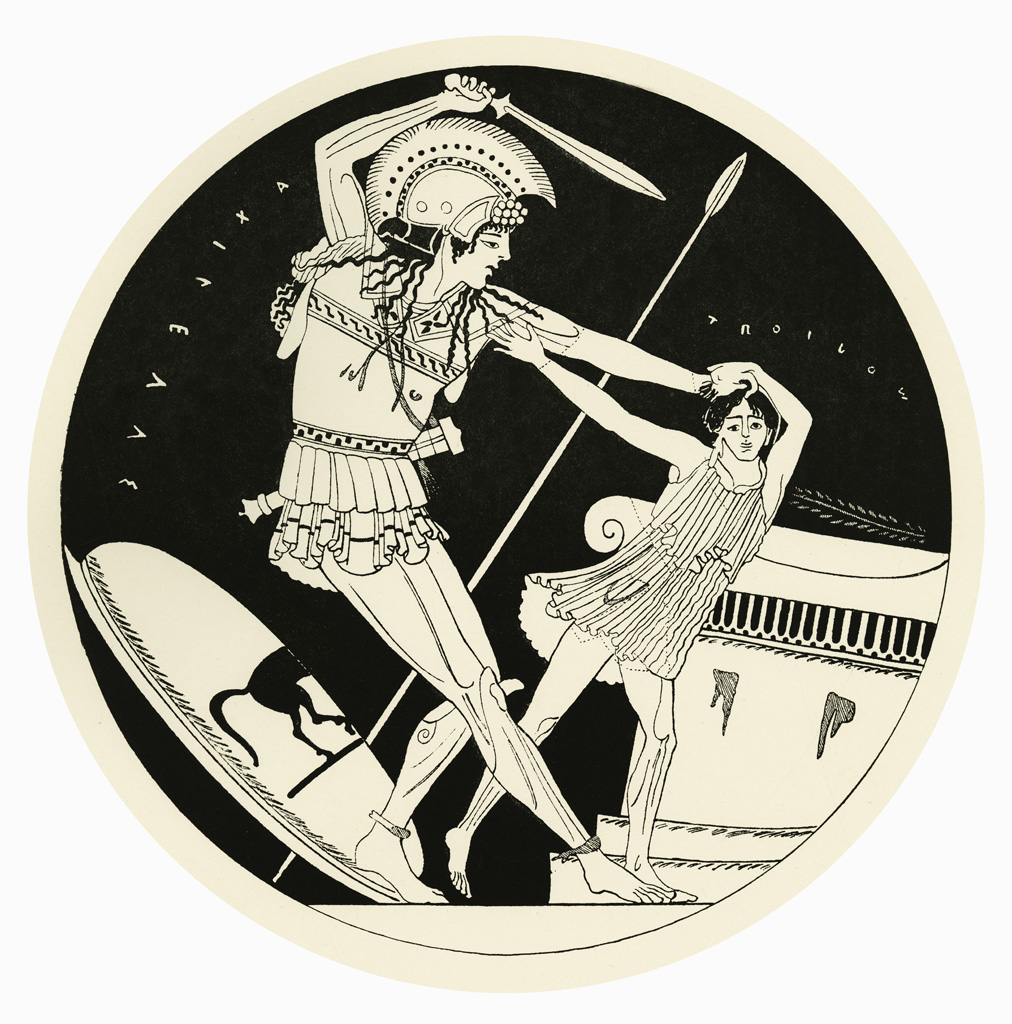
Aquiles mata a un joven troyano

Aquiles, el valiente héroe griego que luchó contra Troya, y Antíloco, uno de los muchos hijos del sabio rey Néstor, murió hace mucho tiempo. Cuando Ulises, el héroe griego con un ingenio polifacético y mil engaños, descendió al Infierno bajo el mando de la hechicera Circe para convocar al adivino Tiresias para explicarle lo que sucedería durante su viaje de regreso a Ítaca, Aquiles se encuentra con él. De hecho, antes de ver el alma de Tiresias, Ulises ve primero a Agamenón, gobernante de Argos y hermano de Menelao quien le dice que siempre se cuide de la furia asesina de las mujeres porque sucedería que en el futuro podría ser asesinado por su propia esposa una vez que regresara a casa, como le sucedió al propio rey fallecido con su esposa Clitemnestra. Entonces Ulises se encuentra con el espíritu lloroso de Aquiles quien, desde el gran héroe semidiós que estaba en la tierra de los vivos, ahora se encuentra en el mundo de los muertos para ser su gobernante. Aquiles suspirando le dice al héroe que preferiría ser el peor y más maltratado sirviente del amo más cruel de Grecia antes que reinar sobre las sombras. En este punto, después de que Ulises regresa al mundo de los vivos, llega el alma de Antíloco quien reprocha severamente al héroe haberse abandonado a formas tan patéticas de llanto y sufrimiento, recordándole quién era realmente en la Tierra. Dado que Aquiles parece inconsolable, aunque sea consciente de la ley que pesa sobre las almas, condenado al olvido y a ser iguales en el Hades, Antíloco le recuerda que la muerte pasa para todos y que no debemos lamentarnos porque es solo la transición de un estado a otro. De hecho, le dice que pronto también moriría el valiente Ulises y que todos los héroes volverían a encontrarse en esa cueva oscura para recordar juntos las hazañas del pasado.

### Diálogo XVI: Heracles y Diógenes

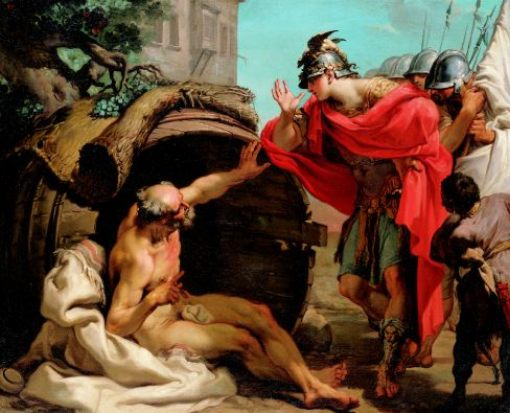
Gaetano Gandolfi: Diógenes y Alejandro Magno

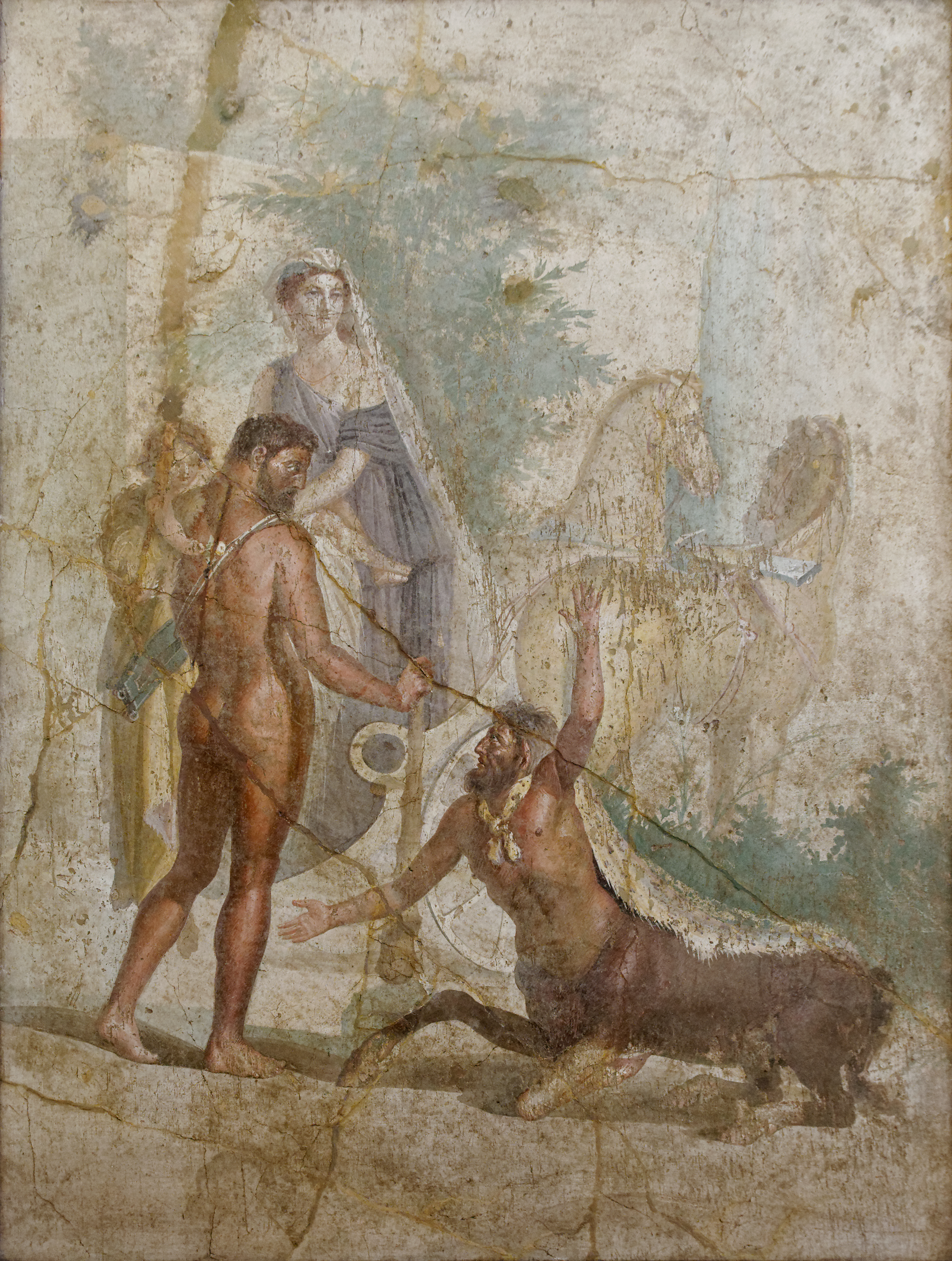
Heracles libera a Deyanira y mata a Neso (fresco conservado en el Museo de Nápoles)

El filósofo cínico Diógenes de Sínope y Heracles se encuentran hablando juntos en una cueva del infierno. El buen sofista le pregunta a Heracles cómo murió desde que era hijo de Zeus y este último responde que él era solo la sombra de sí mismo mientras su verdadera esencia había sido llevada al Olimpo y divinizada por su padre.
Entonces Diógenes aprovecha la oportunidad para burlarse del héroe preguntándole si su padre realmente había logrado esto y que no se había equivocado al hacer que la sombra y no su verdadera esencia se elevara al cielo, haciendo que Heracles se desbocara. La amenaza hace reír aún más al filósofo que, muerto, no puede sufrir ningún daño; después de lo cual insta al héroe a contar sus orígenes y el momento de su fin.
Anfitrión se había marchado en una expedición contra enemigos y su esposa Alcmena se quedó sola en la casa. Ante lo cual, Zeus inmediatamente toma la forma de su marido, apoyado por su hijo Hermes que se convierte en el sirviente Dobles, para pasar tres noches de amor con la mujer. De hecho, el Padre de los Dioses había ordenado a las Horas, al dios Sol Helios y a todos los demás dioses que trajeran la noche a la Tierra durante tres días y tres noches, para que los dos no fueran molestados. Al salir a la luz, el pequeño Heracles es confiado al cuidado de Dioniso para instruirlo en el arte de la música y la danza y por el centauro Quirón en el arte de la lucha y la guerra.
Sin embargo, unos años después del matrimonio con Deyanira. Heracles y su esposa se encuentran con un centauro: Neso que intenta secuestrar a Deyanira, pero Heracles lo apuñala justo a tiempo. En los últimos momentos de la vida Neso se vuelve hacia Deyanira y le declara mojar una túnica en su sangre y ponérsela sobre los hombros de su marido, si un día se enamora de otro. Deyanira baña la camisa con sangre y se da cuenta de que después de unos años Heracles ya no comienza a darle la atención del pasado, por lo que le pone la túnica. En realidad el centauro había mentido porque su sangre está envenenada y se pega a la piel causando tanto dolor mortal que Heracles, loco de locura, levanta una pira y se prende fuego.
En este punto Diógenes concluye que las esencias de Heracles no son dos sino tres: es decir, el primer divino reside en el Olimpo, el segundo mortal es la ceniza quemada en la Tierra y el tercero es la sombra que vaga por el Infierno. Asombrado, el héroe le pide que sea y el filósofo se revela.

### Diálogo XVII: Menipo y Tántalo

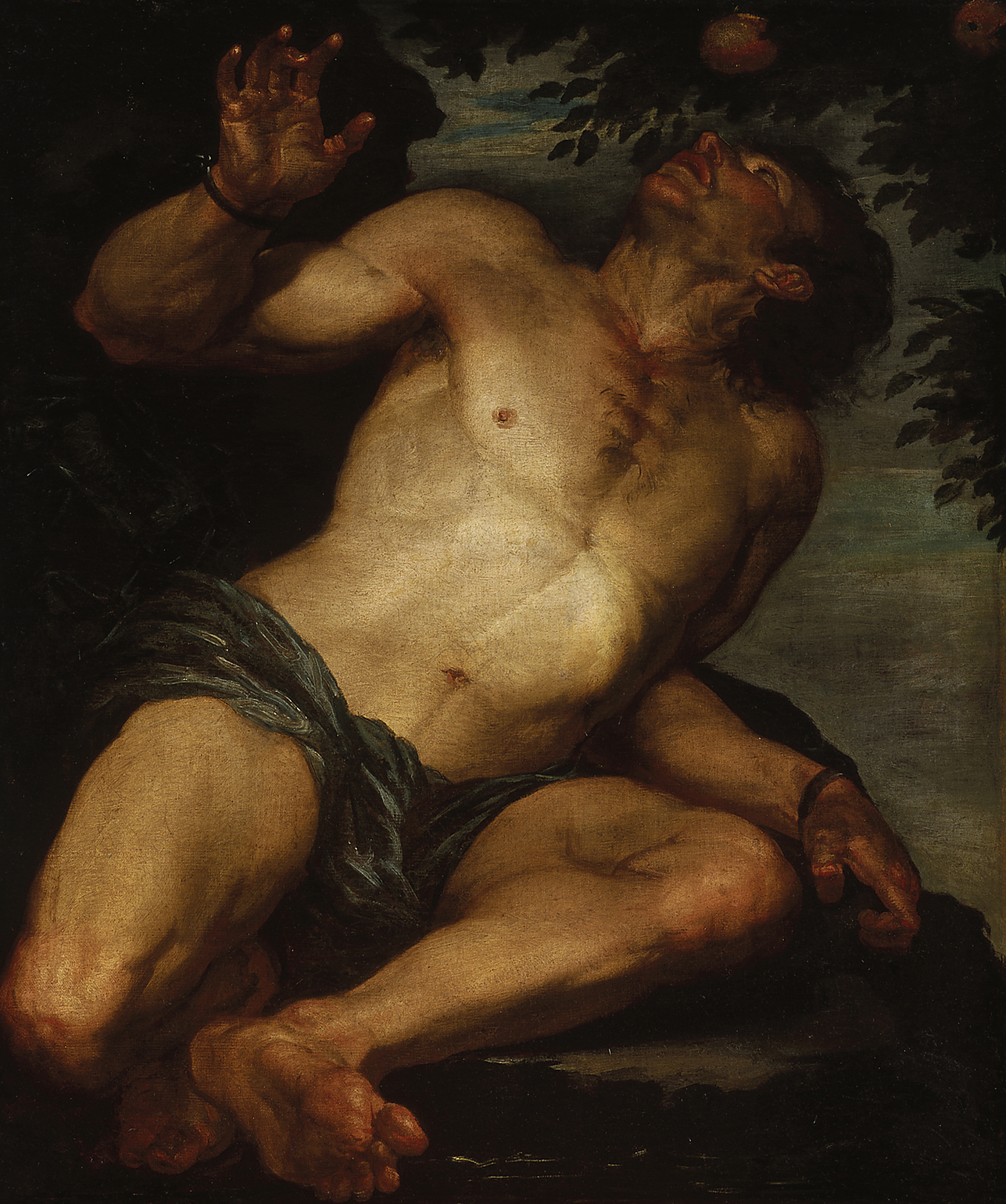
Tántalo en un óleo de Gioacchino Assereto

El alma de Menipo de Gadara se encuentra con el maldito Tántalo, quien es obligado por Zeus a sufrir hambre y sed, aunque no la tenga, impidiéndole refrescarse y beber. Movido por la curiosidad por saber si los dioses realmente conocían todas las acciones de los mortales, un día les sirvió la carne de su hijo Pélope. Todos los dioses, excepto Deméter, que estaba entristecida por la desaparición de su hija Perséfone, obviamente rechazaron el banquete sacrílego y, habiendo resucitado a Pélope, reemplazaron su hombro (comido por Deméter) por uno de marfil. Otros autores antiguos, como Píndaro, rechazan este tipo de delito creyendo que, en cambio, su hijo Pélope fue secuestrado por Posidón, dios del mar, preso de la pasión y que había sido llevado por él al Olimpo para ser su copero. A pesar de todas las ofensas contra los dioses, Tántalo, después de la muerte, fue arrojado al Hades donde, en memoria eterna de su crimen, no podía comer ni beber, a pesar de estar rodeado de comida y agua. Tántalo, de hecho, estaba atado a un árbol frutal cargado de frutas de todas las cualidades, incluidas peras y manzanas brillantes, en medio de un lago cuyo agua le llegaba hasta la barbilla. Pero tan pronto como Tántalo trató de beber, el lago se secó, y tan pronto como intentó tomar una fruta, las ramas se alejaron, o un repentino soplo de viento las hizo volar lejos de sus manos.

### Diálogo XVIII: Menipo y Hermes
Menipo y el dios mensajero Hermes ven varias almas horribles en las cuevas del inframundo:  las de mujeres que causaron desgracias a sus maridos y a los talentosos héroes del pasado. Menipo, cansado de estar con hombres, quisiera conocer el espíritu de alguna hermosa niña como Helena de Troya, la que huyendo de Menelao con París provocó la Guerra de Troya. Mercurio se lo muestra y lo que aparece a Menipo es un cráneo demacrado y podrido, tan espeluznante que Menipo casi se desmaya a pesar de que ya estaba muerto. El alma le pregunta al dios qué pasó con esas almas y Mercurio responde que todos esos arquitectos de grandes desastres en la Tierra ahora en el Infierno parecen horribles y huesudos, exactamente lo contrario de la brillante belleza y sensualidad que emanaron y exculparon en Grecia.

### Diálogo XIX: Éaco, Protesilao, Menelao y Paris

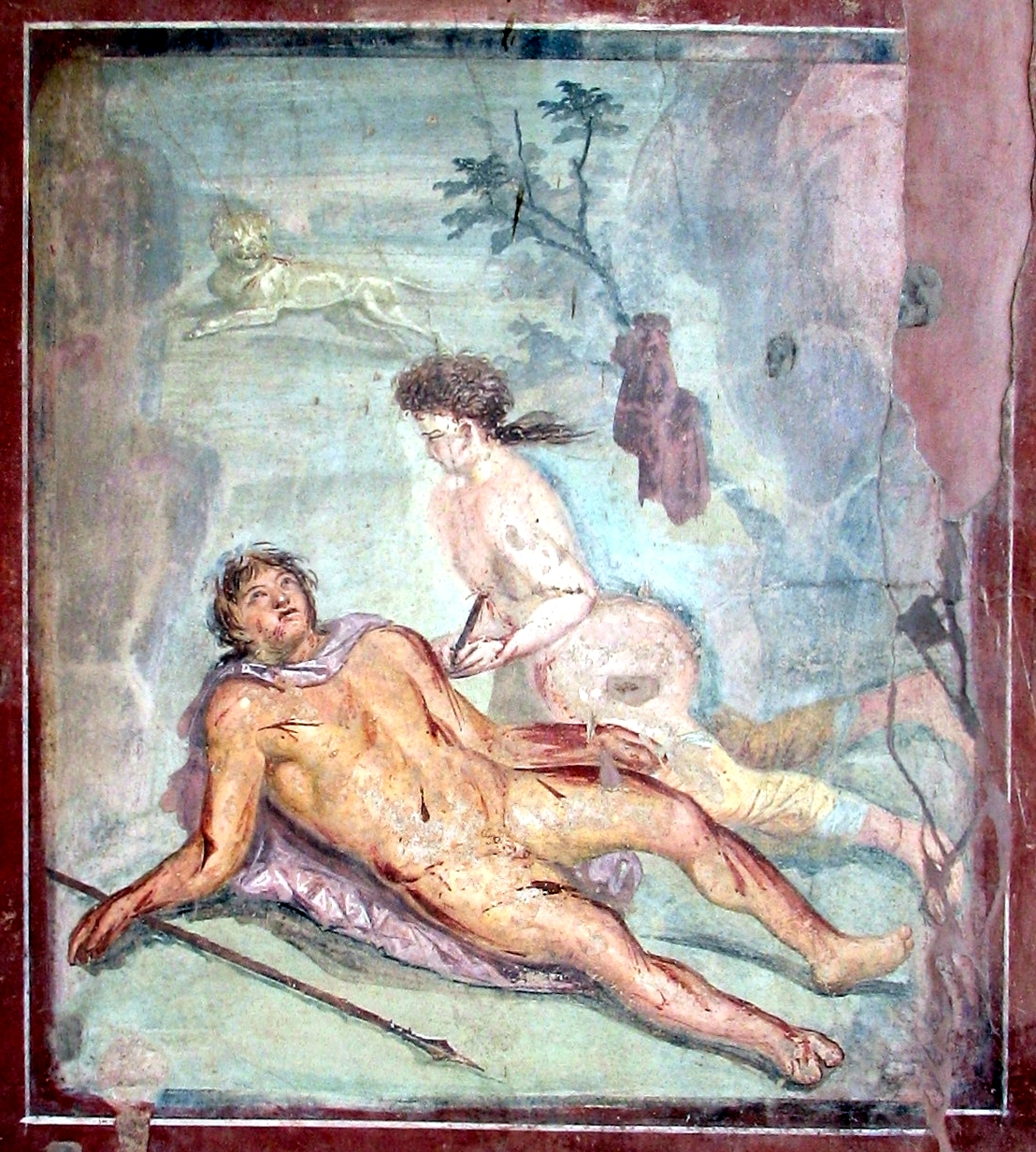
Muerte de Piramo y Tisbe, fresco de Pompeya

Todos los protagonistas tienen que ver con la triste historia de Protesilao que fue asesinado nada más bajar del barco en la playa de Troya durante el famoso asedio griego. Unos días antes de la guerra de Troya, el joven Protesilao se enamora perdidamente de la hermosa Laodamía, hija de un noble gobernante aqueo que jura por el honor de Helena si es secuestrada. Sucede que el joven príncipe troyano Paris, que ha llegado con una embajada en Esparta, se enamora de la esposa de Menelao y la lleva a Troya. Todos los líderes aqueos se preparan para la expedición contra los enemigos, aunque el padre de Laodamía protesta. Sin embargo, el rey decide tramar un astuto complot y envía al desprevenido Protesilao junto con los guerreros, prometiéndole la mano de su amada.
El joven se va, pero por culpa de la diosa Afrodita (otros dicen que por Ulises), Protesilao primero desciende a suelo enemigo y es atravesado por una lanza de Héctor.
La noticia vuela a Grecia al oído de Laodamía que rompe a llorar y reza a los dioses para que le concedan una última noche de amor con su Protesilao. Los dioses movidos aceptan la solicitud de Laodamía y resucitan a Protesilao solo por una noche. Una vez que los amantes llegan a la habitación, Laodamía le pide a su amor que pose para ella, para que pueda hacer una estatua similar a él con cera, para poder abrazarlo llorando todas las noches.
Protesilao acepta de mala gana y por eso todas las noches el pobre Laodamía se aferra a la estatua suspirando y gimiendo. El padre la ve a través del ojo de la cerradura y ordena que quemen la estatua en un caldero. Cuando se arroja la escultura de cera, Laodamía también se arroja a las llamas.
Ahora que Protesilao está en el infierno, no sabe con quién llevárselo y por eso sus interlocutores lo confunden echando la culpa al otro y el infortunado amante cae engañado en sus trampas, hasta que le dicen que la culpa de su muerte es fue de Amor que golpea a todos con sus flechas encantadas.

### Diálogo XX: Menipo, Éaco y algunos filósofos

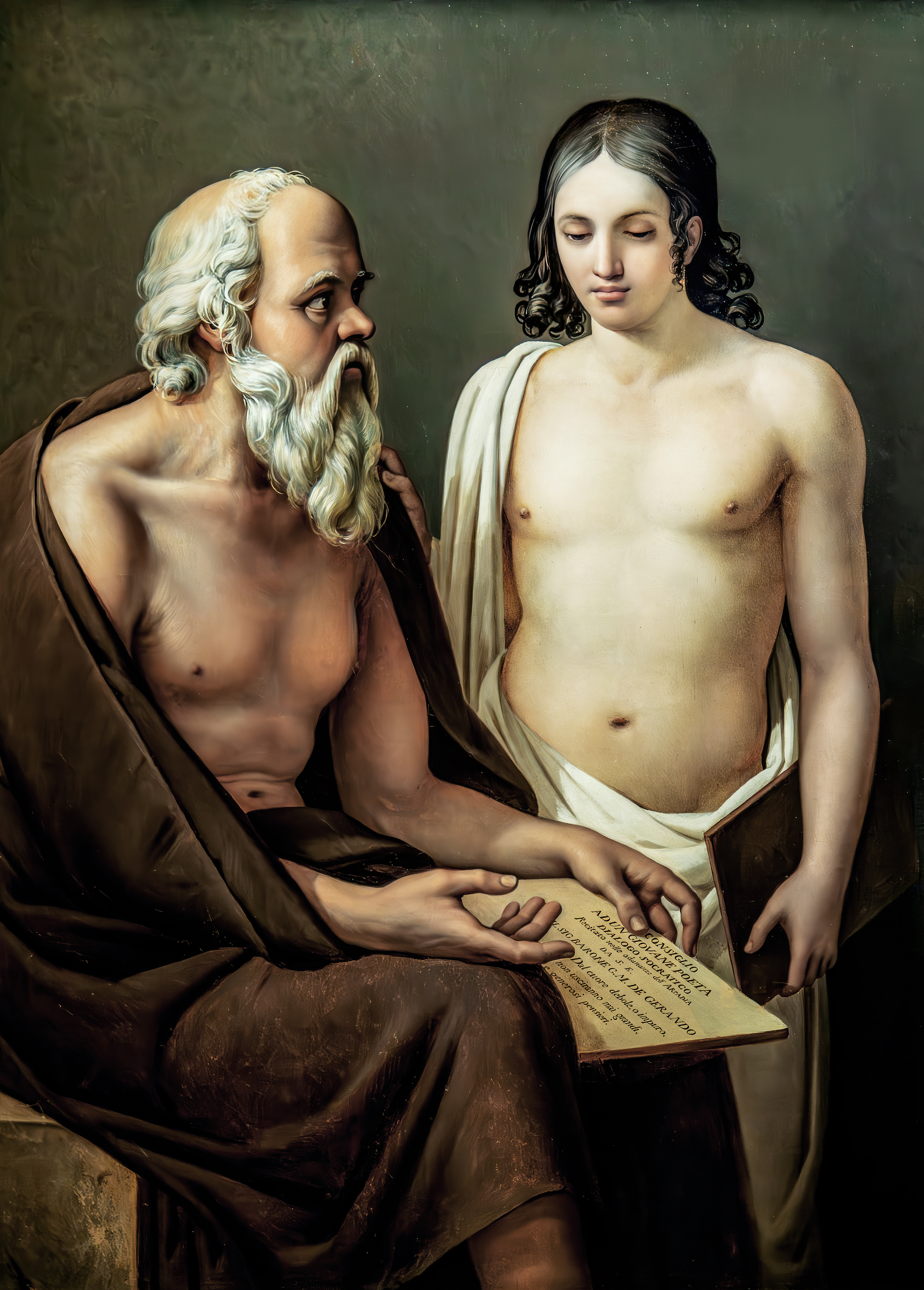
Sócrates instruye a un jovencito, óleo del pintor José Aparicio

Menipo y Éaco están alrededor del Infierno y mientras caminan ven las almas de muchos que eran verdaderos gigantes en el mundo de los vivos. Inicialmente, los dos atraviesan las puertas del Inframundo, se encuentran con el barquero Caronte en el bote en el río Aqueronte, luego las tres Erinias, diosas monstruosas que perseguían a los matricidas y finalmente el terrible perro gigante de tres cabezas Cerbero. Entre los héroes podemos ver a Aquiles, Agamenón, Menelao, Odiseo y Diomedes que están en medio de grandes ataques de ira y lágrimas ahora que están muertos e indefensos, obligados a lamentar para siempre su gran vida como valientes guerreros. A continuación, los dos viajeros se encuentran los líderes de los más famosos griegos y persas, donde Alejandro el Grande y Jerjes I. Menipo no se abstiene de pronunciar una invectiva contra el gobernante persa que, durante la campaña militar contra Grecia, hizo construir un enorme puente entre la ciudad de Abidos y el Monte Athos. Como al principio una tormenta impidió la construcción, el soberano persa para hacer comprender a todos su poder, incluso a las cosas inanimadas materiales y naturales, hizo azotar el río Helesponto con látigos y antorchas, ya que se había permitido contrastar, según el rey obtuso. Jerjes, sus planes. Entre los filósofos, los dos se encuentran con Pitágoras, Tales de Mileto, Empédocles, Solón y Sócrates. Pitágoras quiere unas habas de Éaco porque se ve obligado a morir de hambre, Empédocles está deprimido por su presunto suicidio en el monte Etna en Sicilia y Sócrates parece el más pacífico de todos. De hecho, está pidiendo noticias de Atenas, la ciudad donde residió y filosofó, y se le dice que sus estudiantes ahora han tomado su lugar predicando sus teorías, pero sin respetar los cánones establecidos por Sócrates. De hecho, el filósofo admite haber predicho esto, ya que el verdadero sofista y sabio se muestra muy humilde solo al reconocer que no puede conocer en una vida todos los secretos de las cosas materiales y espirituales, precisamente como humanas y, por tanto, mortales. De hecho, deambulaba por las calles de Atenas tratando de que la gente pensara en este principio, ya que entre la gran cantidad de ciudadanos había gente que presuntamente admitía saber muchas cosas, sin saber nada en la realidad. Al final de la entrevista, Éaco y Menipo saludan a los filósofos y continúan su camino.
El diálogo es de particular importancia porque tiene muchas similitudes con las conversaciones de Dante Alighieri y Virgilio con las almas en los cantos del infierno. Sumado a esto, también en esta conversación, como en la Divina Comedia, las almas de los más grandes pensadores del pasado lamentan su patria y el destino que los catapultará contra los crueles y orgullosos, como en este caso con Sócrates que profiere una invectiva. contra la presunción de Atenas, su tierra natal.

### Diálogo XXI: Menipo y Cerbero

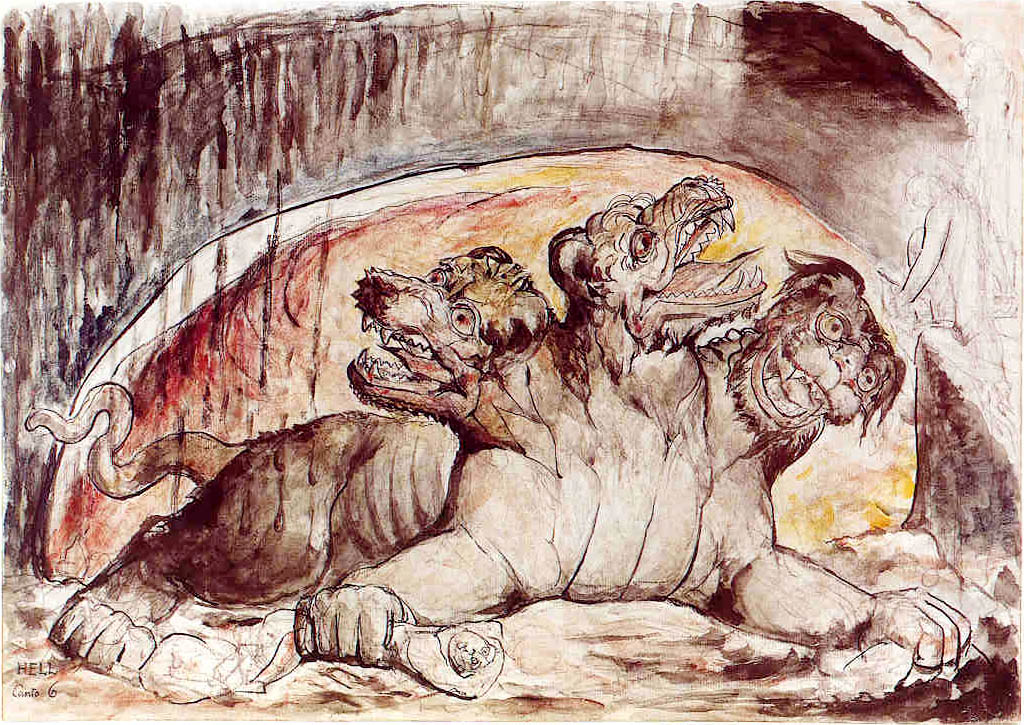
Cerbero pintado por William Blake

Menipo, como cobarde y embaucador que era, interroga al enorme perro Cerbero, guardián de una de las puertas del Inframundo, para contarle cómo Sócrates pasó de la vida a la muerte. De hecho, el filósofo había sido condenado por sus propios conciudadanos a beber cicuta, un poderoso veneno obtenido de una determinada planta, ya que había sido acusado de corromper la mente de los jóvenes con ideas falsas y de no creer en los dioses. Aunque Sócrates se había defendido en la plaza en el 399 a. C. desmantelando brillantemente todas las acusaciones y haciéndolas parecer tontas y hechas contra él por gente envidiosa e ignorante, no había nada que hacer, salvo él mismo como un gran estoico enfrentó su destino sin intentar escapar de Atenas ni permitirse formas patéticas de arrepentimiento rogando al jurado.
Sin embargo, Cerbero afirma que una vez que Sócrates murió, realmente se dio cuenta de lo que iba a encontrar y que, especialmente una vez que se acercó al borde del abismo del inframundo, comenzó a llorar como un niño cuando el guardián canino lo mordió en el pie para arrastrarlo al interior en medio de las almas. Aunque inicialmente asustado, continúa Cerbero, Sócrates finalmente se acostumbró al clima sombrío del infierno, o lo hizo y sigue fingiendo estar bien, mostrando, sin embargo, gran fuerza y espíritu de lucha en ambos casos. En cambio, Menipo, junto con el guardián admite que es un perro, ya que en vida solo pensó en las ganancias y ahora, aunque acepta estar muerto, se burla de los que se sienten más intimidados y de los que murieron por hechos trágicos.

### Diálogo XXII: Caronte, Menipo y Hermes
Caronte transporta al mortal Menipo que acaba de pasar sobre el río Aqueronte. Sin embargo, a la hora de pagar el óbolo al barquero, como es costumbre en la mitología griega, Menipo se da cuenta de que no tiene uno y por ello surge una feroz disputa entre los dos. Menipo intenta disuadir a Caronte de exigir el dinero, diciéndole que lo ayudó a remar durante la travesía y que sufrió más que todas las demás almas. Pero Caronte no quiere y entonces Hermes interviene, diciéndole al viejo marinero que ha escoltado a las costas del Infierno a una de las más grandes personalidades de Grecia, no solo famosa por ser muy rica, sino también por ser generosa y ahorrativa. El tonto barquero se deja engañar y permite el paso refunfuñando por lo bajo.

### Diálogo XXIII: Protesilao, Plutón y Proserpina

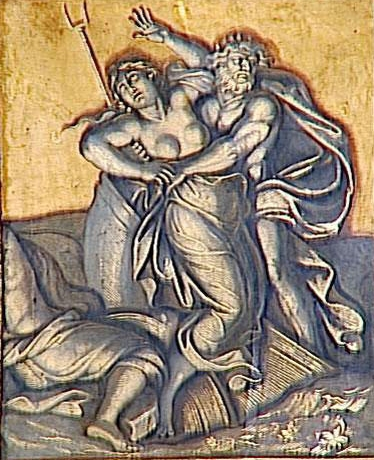
Rapto de Proserpina (Perséfone) por parte de Plutón (Hades)

Protesilao acaba de morir a causa de una argucia de la madre de Aquiles, Tetis. De hecho, durante las primeras etapas del asedio de Troya, los barcos aqueos atracaron en la playa, pero una oscura profecía había predicho que el primer guerrero que descendiera sobre suelo enemigo moriría inmediatamente. Así que Tetis, para no matar a su amado hijo, empujó a Protesilao desde lo alto haciéndolo caer a la playa y apenas se levantó fue atravesado por una lanza del príncipe troyano Héctor. Y ahora que está en el Infierno, visita el palacio de los gobernantes Hades y Perséfone para que le permitan ver a su esposa Laodamía una última vez, al menos por unos momentos. Al principio, Hades niega el permiso, pero luego las súplicas del alma de Protesilao logran conmover a Perséfone. Pues, de hecho, el caso de Protesilao es muy similar a su historia con el señor del Inframundo Hades. Cuando era niña, junto a su madre Deméter (Ceres), diosa de la abundancia y la agricultura, disfrutaba jugando en los prados de la Tierra, recogiendo flores de todo tipo. Pero un día, mientras Perséfone intentaba jugar con sus amigas, se abrió un abismo en el suelo y Hades apareció con su carro negro de caballos infernales y la secuestró en un abrir y cerrar de ojos llevándola al infierno. Zeus, luego de que pasaron muchos años del terrible suceso, acordó con Hades que la niña pasara parte del año con su madre y la otra en el Inframundo. Durante el período en que la naturaleza es fecunda, Deméter cultivaba plantas y frutos de todo tipo, pero en el período oscuro no brotaba nada de la tierra. Así nacieron las estaciones.
Así sucede que Perséfone, movida por las oraciones de Protesilao, junto con su esposo Hades, le da permiso para quedarse solo una noche con su amada novia.

### Diálogo XXIV: Mausolo y Diógenes de Sínope
Mausolo, un conocido sátrapa persa por la construcción del primer mausoleo de la historia, ahora se encuentra en el infierno conversando con el filósofo Diógenes. Elogia sus hazañas en Lidia, Persia y África, especialmente citando la construcción de la tumba más grande que un monarca podría merecer ser recordado en Halicarnaso; sin embargo, la sabiduría de Diógenes lo frena. De hecho, el hombre le declara que a estas alturas de estar ya muerto, todo lo que hizo en la Tierra ya no le concierne, aunque todavía era recordado en su tierra natal, pero esto está íntimamente ligado a los vivos. Entonces Mausolo está algo desconcertado y le pregunta a Diógenes si su tumba también era algo inútil, y él responde que no pudo evitar odiarla ahora que está muerto.

### Diálogo XXV: Nireo, Tersites y Menipo

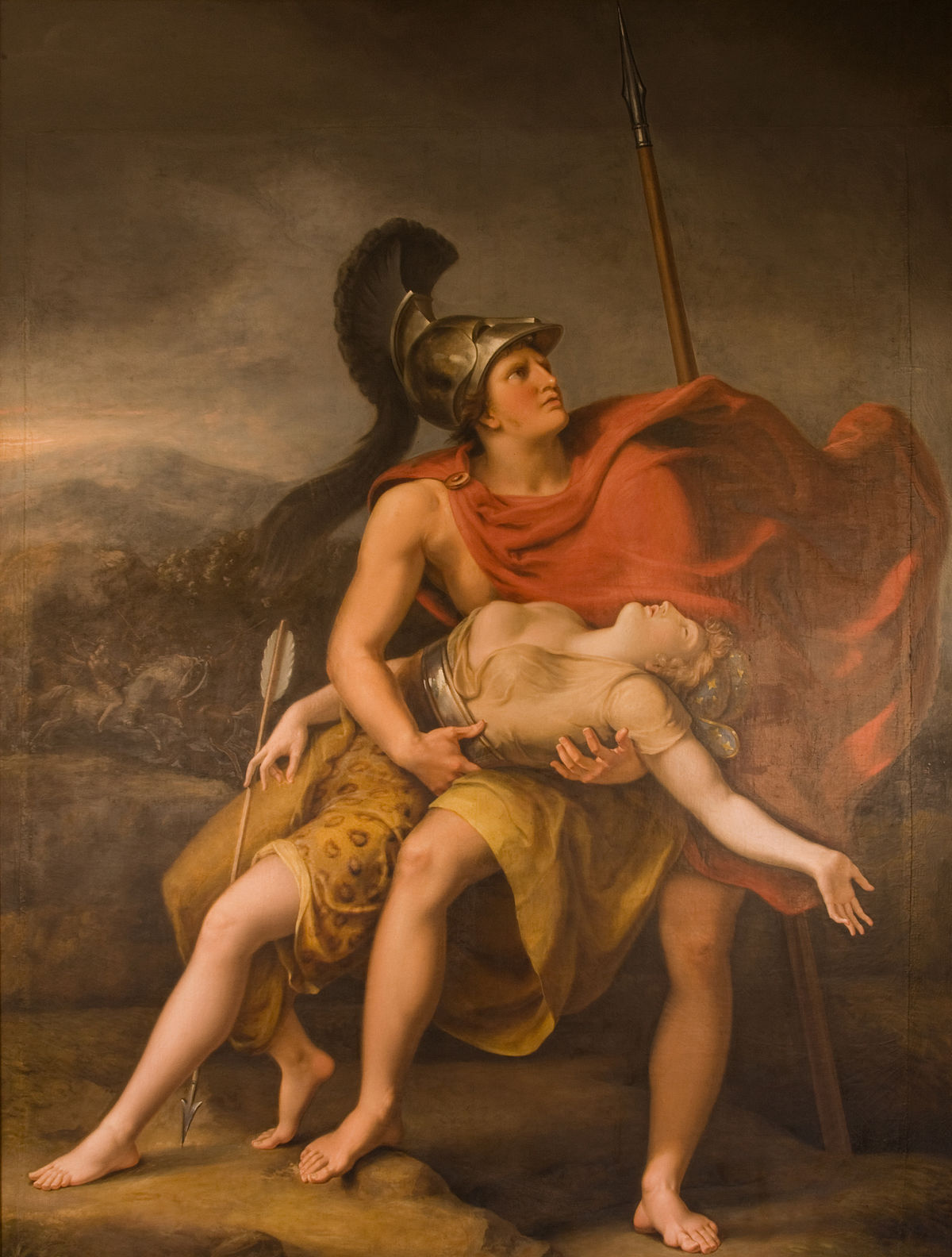
Muerte de Pentesilea en brazos de Aquiles

Tersites y Nireo han estado en el infierno durante mucho tiempo y conocen el alma alborotadora de Menipo. Ambos muertos se encontraban entre los combatientes de la Guerra de Troya. Nireo Junto con muchos otros pretendientes, deseaba casarse con Helena que, sin embargo, fue asignada a Menelao por sorteo. Atado por un juramento cuando la mujer fue secuestrada por Paris, se unió a la flota aquea con la ayuda de solo tres barcos. Durante el desembarco en Misia, los aqueos se enfrentaron con el rey local, Télefo, hijo de Heracles, quien volvió a su ejército contra los invasores. La misma esposa de Télefo, Iera, quien es nombrada por algunos autores con el nombre de Laódice o Astioca, quien según algunos era hermana de Príamo, reunió un ejército de mujeres guerreras y ayudó a su esposo a repeler a los asaltantes, siendo asesinada por Nireo, mientras que Télefo resultó gravemente herido con una lanza de Aquiles. Nireo fue asesinado la noche de la caída de Troya por Eurípilo, hijo de Télefo, que había acudido en ayuda de Príamo desde Misia, junto con sus hombres. Los griegos lo enterraron con honor. Parece que en tiempos históricos muchos viajeros se detuvieron en la Tróade para admirar su presunta tumba. Una segunda versión asegura que Nireo no murió asesinado en esta guerra, sino que acompañó a su amigo Toante en sus viajes, después de la captura de Troya.
Tersites es todo lo contrario a Nireo, en lugar de guapo era muy feo y deforme, además usaba mucho la astucia en lugar de la audacia y la honestidad y sobre todo disfrutaba insultando las acciones más viles y escandalosas cometidas por los héroes griegos que tanto eran preglorificados como dioses. De hecho, recuerdan la herida que arrojó contra Agamenón que, después de nueve años desde el comienzo del asedio de Troya, aún no había logrado conquistarla y ahora planeaba partir hacia Grecia fingiendo que no había pasado nada. Tersites aprovecha la oportunidad para acusarlos de todas las penurias que soportaron los soldados mientras el rey estaba en su tienda disfrutando de las riquezas del botín de guerra y sobre todo por haber ofendido a Aquiles después de la disputa con la esclava Briseida, pretendiendo compensar con muchos regalos al ejército. Sin embargo, Tersites es inmediatamente advertido y golpeado por Ulises para silenciarlo; posteriormente, Aquiles lo matará después de otro insulto.
En el diálogo, los dos héroes llegan tan tarde, incluso cuando están muertos, que aparecen como dos esqueletos horrendos, pero uno es más feo que el otro; sin embargo, le preguntan a Menipo cuál de los dos es el más hermoso; Tersites incluso hace trampa al afirmar que el poeta Homero, que cantó las hazañas de los héroes de la guerra de Troya, era tan ciego que se equivocó al describirlo como un ser repugnante. Después de reflexionar durante mucho tiempo, Menipo concluye que nadie en el infierno es feo o hermoso de cara, todas las almas son fieles al principio de igualdad.

### Diálogo XXVI: Menipo y Quirón

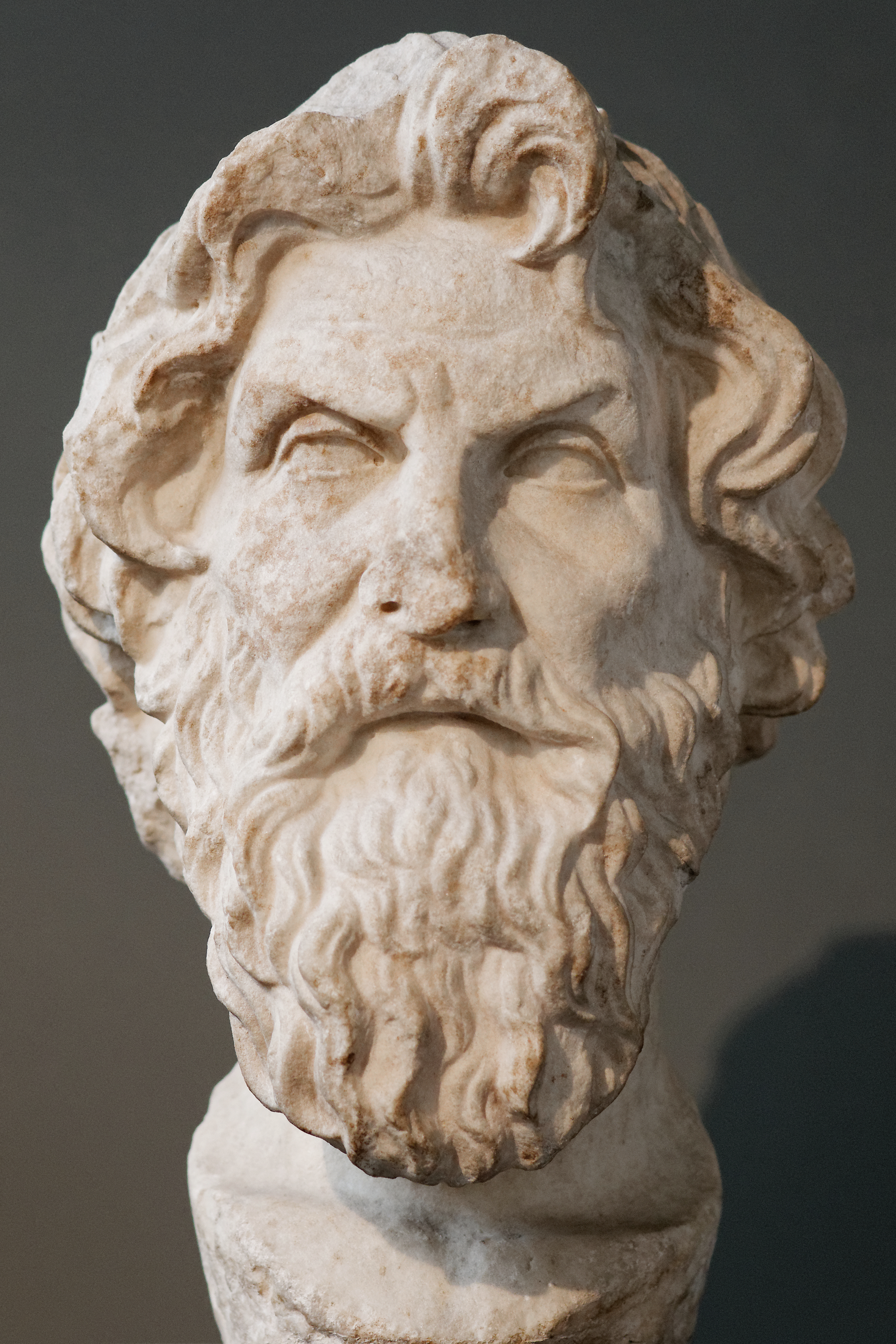
Busto de Antístenes

Menipo en sus vagabundeos por el inframundo se encuentra con Quirón, el sabio centauro inmortal que entrenó a muchos héroes como Dioniso, Heracles, Teseo y Aquiles en el arte de la poesía y la guerra. Menipo se asombra al verlo, ya que él, aunque divino, ha decidido morir. De hecho, el centauro le dice que tomó esta decisión porque estaba cansado de vivir tantos cientos de años obligado a ver morir a sus amigos más cercanos, mientras que él siempre se mantenía vivo junto al mundo y la naturaleza, que ahora le parecían todo lo mismo y sin sentido. Menipo, sin embargo, lo contradice diciéndole que, incluso en el infierno, una vez que supiera todo, se aburriría, y concluye que todos deben estar satisfechos con lo que les sucede.

### Diálogo XXVII: Diógenes, Antístenes y Crates
Los filósofos Diógenes el Cínico y Antístenes se reúnen con Crates para discutir la desesperación que sienten los muertos cuando son transportados por Caronte al Infierno. Entre estos, los tres ven a Arsaces II de Persia que todavía se quejaba de su herida en la ingle. Y efectivamente Antístenes narra que durante una batalla el soberano fue traspasado junto con el caballo en el punto que siempre lo ha lastimado hasta su muerte. Lo asombroso de la historia fue que, según el filósofo, durante el asedio el caballo fue arrojado contra la lanza enemiga para trepar por encima del guerrero, sin embargo, siendo atravesado junto con la ingle de Arsaces. Posteriormente, Diógenes introduce su discurso hablando de un hombre que, siendo ya tardío, no pensaba más que en su dinero, olvidándose de sus pequeños nietos y de sus hijos. Antes de morir, sin embargo, lo perdió todo y pereció con gran sufrimiento. Y de hecho, nada más concluir el discurso, Diógenes se encuentra cerca del alma de un pobre que resulta ser el mismísimo protagonista de la última historia.

### Diálogo XXVIII: Menipo y Tiresias
Caminando por el infierno, Menipo se encuentra con el alma del adivino ciego Tiresias y le pregunta cómo se sintió transformado en mujer. De hecho, cuando era joven, Tiresias había sufrido una curiosa metamorfosis a través de la ira divina. Inicialmente, no era otro que un pastor que vivía en el monte Cillene. Aquí vio dos serpientes copulando y disgustado por la escena, Tiresias mató a la hembra. Al ser castigado, se transformó en mujer y vivió así hasta que, encontrándose siempre frente a dos serpientes copulando, mató al macho volviéndose así de nuevo hombre. Después de unos años, estalló una pelea en el Olimpo entre Juno y Júpiter. De hecho, uno creía que la mujer disfrutaba más en el coito, el otro decía que era el hombre quien simulaba más orgasmos. Así que fue convocado por los dioses Tiresia, ya conocido por su reputación de adivino. Dado que, según la previsión del mortal, Júpiter tenía razón, Juno, enojado por el insulto, privó a Tiresias de la vista, pero lo recompensó haciéndolo vivir durante siete generaciones.
Al concluir el discurso, Tiresias admite que no fue tan deshonroso haber sufrido esta metamorfosis y que, siendo estéril, no había sufrido vergüenza.

### Diálogo XXIX: Áyax y Agamenón

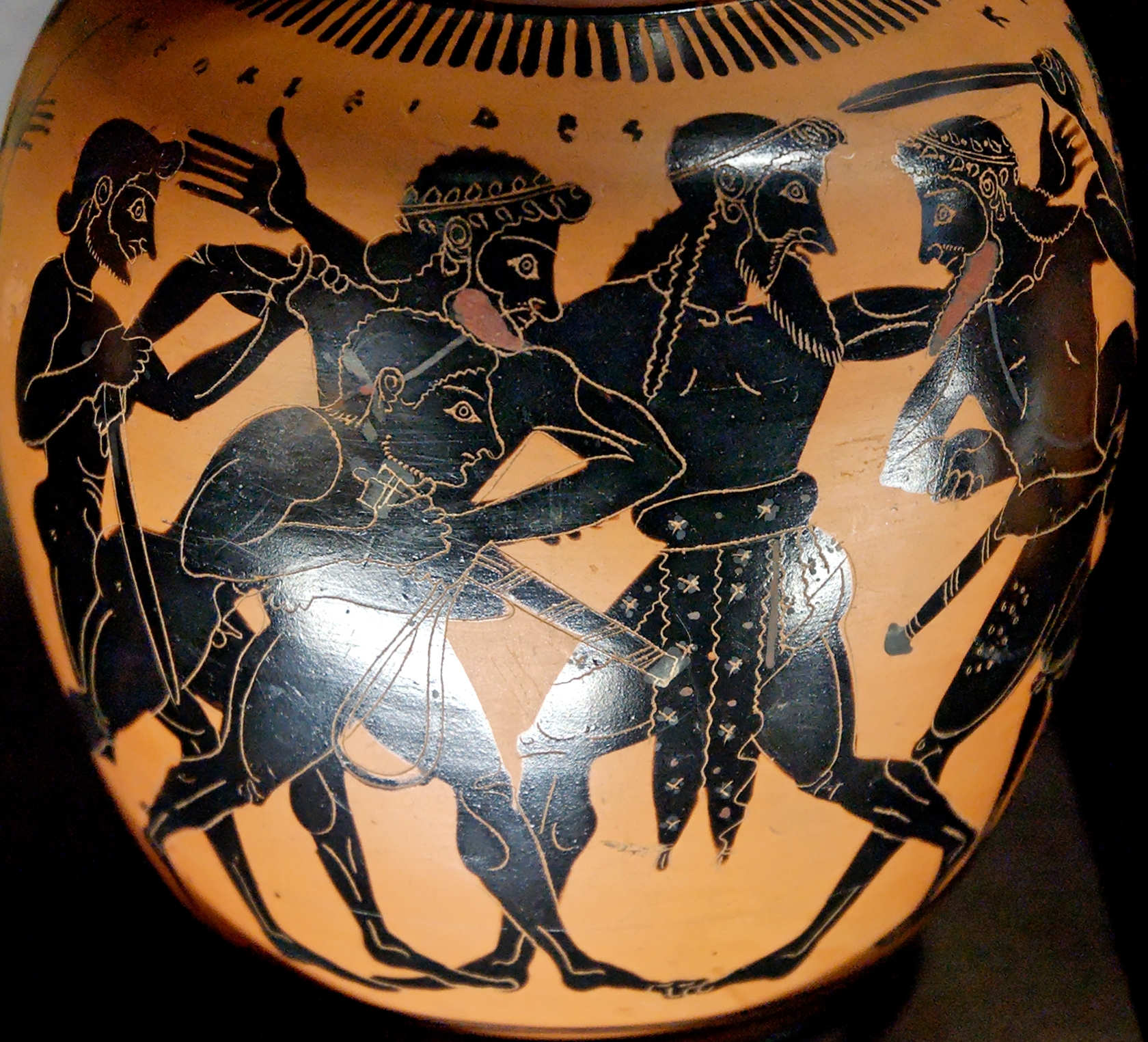
Cerámica decorada griega con las imágenes de Áyax y Odiseo (Ulises) disputando para quedarse con las armas de Aquiles (Museo del Louvre)

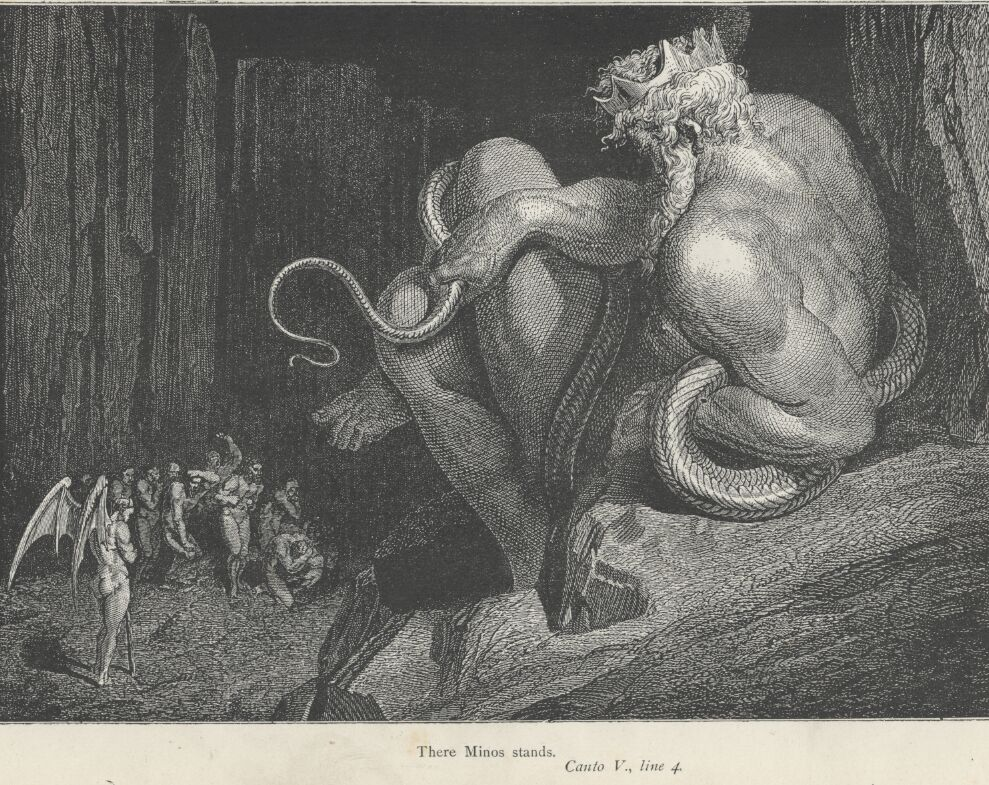
Minos juzgando a los réprobos (grabado de Gustave Doré)

Ayax Telamonio es uno de los compañeros que se apresura al lugar donde Aquiles muere a manos de su prometida Polixena y las flechas de Paris le disparan en el talón. Una vez que el cuerpo es devuelto al campamento aqueo, se juzgan las armas del héroe, fabricadas por el divino Hefesto a instancias de Tetis, la madre del héroe.
Áyax espera que Agamenón le otorgue el premio, ya que siempre se ha mostrado valiente y combativo en la batalla, pero Atenea, amiga de los griegos, con un truco hace que el rey entregue armas al astuto Odiseo. Cegado por la furia, Áyax jura venganza y se dirige a los bosques y pastos, matando a las cabras y ovejas que encuentra, primero atándolas a postes y luego convirtiéndolas en sangre, haciéndolas pasar como sus compatriotas enemigos.
Después de un tiempo, Atenea hace que Ájax recupere la razón, y este se avergüenza terriblemente de los crímenes que ha cometido. Entonces el héroe, después de invocar la ayuda de los dioses y maldecir una vez más a sus compatriotas y en particular a Agamenón y Odiseo, planta su espada en la tierra con la punta apuntando hacia arriba y se arroja sobre ella haciéndola penetrar por la axila, su único punto vulnerable.
Y una vez llegado al Hades se encuentra con el alma de Agamenón, quien le pregunta si todavía estaba enojado con Odiseo. Como Áyax todavía echa espuma de rabia, Agamenón le informa con frialdad que los héroes eligieron al rey de Ítaca por su inteligencia y habilidad para tejer planes, tretas y engaños contra los troyanos, a diferencia de él, que, aunque valiente y poderoso, solo supo usar la fuerza en la batalla. Sin embargo, Ájax no se contenta con esto y maldice a Tetis, quien fue tan caprichosa que hizo que el dios herrero Hefesto reforjara nuevas armas para Aquiles, cuando podrían haberlas prestado o regalado a sus compañeros.

### Diálogo XXX: Minos y Sóstrato
Sóstrato, un famoso ladrón que engañó a Hades, es llevado ante el tribunal de Minos para ser juzgado. Sin embargo, el hombre pregunta al juez de quién procede el juicio de los mortales, así como el suyo propio, y él responde que las Moiras son las tejedoras de la vida humana y, por tanto, también de su destino. Entonces Sóstrato comienza a analizar la situación del alma humana y formula muchas preguntas a Minos sobre el castigo para quienes causan la muerte de otro, como conspiraciones palaciegas o asedios a ciudades o incluso matricidio. De las respuestas de Minos Sóstrato concluye que la culpa de las acciones humanas recae en Cloto, la moira que desenreda la cuerda de la vida humana que luego pasa a Láquesis que delimita la duración de los años y finalmente a Átropos que la corta, poniendo fin a una existencia. Minos, ahora molesto por el filosofar de esa alma y por la larga fila que se forma detrás de Sostrato, lo deja pasar sin culpa.

## Trascendencia
Los Diálogos de los muertos influyeron mucho en la literatura bizantina. En concreto fueron modelo para dos obras, una de las cuales, el Τιμαρίων / Timaríon (siglo XII) posee un humor más rudo, mientras que la otra, Μάζαρις / Mazaris (siglo XV) ofrece una sátira más aguda. Cada una describe una catábasis o viaje al Hades y conversaciones con contemporáneos fallecidos.
Es a partir de sus numerosas impresiones en el Renacimiento, ya en su texto original o en su traducción latina o en lengua vulgar, cuando se ponen realmente de moda en Europa Occidental. Inspiraron al escritor castellano Francisco de Quevedo sus Sueños (1627) y también se encuentra algo de la obra en El Criticón de Baltasar Gracián. Voltaire supo apreciar su ironía y duplicar su espíritu en sus obras; el diálogo alemán Phalarismus de Ulrich von Hutten también se inspiró en la obra de Luciano, así como Les Héros de novel / Los héroes de novela de Boileau, y los Dialogues des morts de Fontenelle (1683), Fenelón (1712) y Luc de Clapiers, marqués de Vauvenargues, dando lugar a un nuevo género literario, el diálogo lucianesco, distinto del diálogo platónico y del diálogo ciceroniano por su contenido satírico y variopinto. En estas obras francesas, además, aparecen personajes importantes fallecidos que ya son más o menos contemporáneos.

## Traducciones
Uno de los diálogos de la obra, el XII, ampliado por otros autores en latín, en versión de Giovanni Aurispa, era ya conocido en Castilla en el siglo XV y traducido al castellano por Vasco Ramírez de Guzmán y después por Martín de Ávila. El protestante español Francisco de Enzinas (Lyon, 1550) tradujo cinco diálogos de Luciano, pero ninguno de los de la obra, y otros autores tradujeron otras obras de Luciano. La segunda se hizo esperar hasta el siglo siguiente, por Francisco de Herrera Maldonado (Madrid, 1621), caprichosa y parafrástica, y tampoco incluye ninguno de los treinta diálogos. Ha quedado manuscrita la de la mitad del corpus lucianesco, hecha a través de una versión en italiano y dos del latín, del hidalgo de Escalona Juan de Aguilar Villaquirán, concluida en 1617, realmente meritoria y que sí incluye los treinta Diálogos de los muertos, por vez primera en su integridad. Además realizó, entre otras, la los Diálogos de los dioses y la de los Diálogos de los dioses marinos; por motivos morales, sin duda, no incluyó los Diálogos de cortesanas. En el siglo XVII tradujeron otras obras de Luciano, pero no los Diálogos de los muertos, Sancho Brabo de Lagunas, Tomás de Carlebal, Francisco de la Reguera y Miguel Batista Lanuza. Ya en el XIX aparece también, acogida en los cuatro volúmenes de Obras completas de Luciano de Samosata traducidos por Federico Baraibar (Madrid, 1889-1890). Hay varias versiones modernas en español de los Diálogos de los muertos; José María de Cossío preparó una edición para Espasa-Calpe traducida por Cristóbal Vidal y F. Delgado. Y Francisco García Yagüe hizo otra bastante difundida (Madrid: Editora Nacional, 1976). José Alsina Clota realizó una edición bilingüe en Obras II (Barcelona: CSIC / Alma Mater, 1992); acaso la última es la de Juan Zaragoza Botella (Madrid: Alianza Editorial, 1987, muy reimpresa)